# Lista de partidos comunistas
Existem diversos partidos comunistas activos em diversos países pelo Mundo fora, e também, diversos partidos que existiram ao longo da história. Estes partidos não apenas se diferenciam nos seus métodos, como na sua ideologia (leninismo, maoismo, eurocomunismo, etc.). A fundação de partidos comunistas pelo mundo fora iniciou-se graças à Terceira Internacional (Comintern) liderada pelos Bolcheviques russos. Os partidos comunistas mais importantes ao longo da história foram, sem dúvida alguma, o Partido Comunista da União Soviética e o Partido Comunista da China.
Ao longo do século XX, os partidos comunistas assumiram um papel de relevo de enorme importância, em especial, após a Segunda Guerra Mundial, em que partidos comunistas assumiram o poder nos países do Leste Europeu, bem como em diversos países de África, Ásia e América. Apesar de inicialmente o comunismo estar centrado em redor do Leninismo, o movimento comunista foi sofrendo enormes divisões, como o Trotskismo (década de 1920), o Titoísmo (década de 1940), o Maoismo (década de 1960) e o Hoxhaismo (década de 1970). Na Europa Ocidental, graças à acção do Partido Comunista Italiano, também apareceu uma nova corrente, o Eurocomunismo, que procurava conciliar comunismo com a aceitação de uma economia privada e de uma democracia parlamentar. 
A partir da década de 1980, com o Dissolução da União Soviética, o movimento comunista caiu em popularidade pelo mundo fora, mas, ainda hoje, continuam a existir estados socialistas e partidos comunistas têm papel relevante nos governos nacionais.
Na actualidade existem centenas de partidos políticos comunistas, com um nível de sucesso muito variado, desde os que se encontram no poder aos que constituem pequenos grupos escassamente influentes na política dos seus respectivos países.

## Partidos comunistas em países oficialmente socialistas
- China - Partido Comunista da China
- Coreia do Norte - Partido dos Trabalhadores da Coreia
- Cuba - Partido Comunista de Cuba
- Laos - Partido Popular Revolucionário do Laos
- Vietname - Partido Comunista do Vietnã

## Partidos comunistas parte da coligação de governo em países multipartidários
- África do Sul - Partido Comunista Sul-Africano fazendo parte da coligação "Aliança Tripartite".
- Argentina - Partido Comunista da Argentina, Partido Comunista da Argentina (Congresso Extraordinário) e Partido Comunista Revolucionário fazendo parte da coligação "Frente de Todos".
- Bielorrússia - Partido Comunista da Bielorrússia suportando o governo do presidente Alexander Lukashenko.
- Brasil - Partido Comunista do Brasil fazendo parte da coligação Federação Brasil da Esperança.
- Chile - Partido Comunista do Chile fazendo parte da coligação "Apruebo Dignidad".
- Colômbia - Partido Comunista Colombiano fazendo parte da coligação "Pacto Histórico por Colombia" e Comuns.
- Espanha - Partido Comunista da Espanha fazendo parte da coligação "Esquerda Unida" esta fazendo parte do partido "Sumar".
- Nepal - Partido Comunista do Nepal (Maoista), Partido Comunista do Nepal (Socialista Unificado) e Rastriya Janamorcha.
- Peru - Partido Comunista Peruano fazendo parte da coligação "Juntos pelo Peru" e Peru Livre.
- Síria - Partido Comunista Sírio (Bakdash) e Partido Comunista Sírio (Unificado) fazendo parte da coligação "Frente Progressista Nacional".
- Sri Lanka - Partido Comunista de Sri Lanka e Partido Lanka Sama Samaja fazendo parte da coligação "Aliança da Liberdade do Povo do Sri Lanka".
- Venezuela - Tupamaro e Unidade Popular Venezuelana, Correntes Revolucionárias Venezuelanas fazendo parte da coligação "Grande Polo Patriótico Simón Bolívar".

## Partidos comunistas que governaram no passado
- Afeganistão (1978-1992) - Partido Democrático do Povo do Afeganistão (abandonou o Marxismo-leninismo pela Social-democracia)
- Albânia (1946-1992) - Partido do Trabalho da Albânia (abandonou o Marxismo-leninismo pela Social-democracia e mudou o seu nome para Partido Socialista da Albânia)
- Alemanha Oriental (1949-1989) - Partido Socialista Unificado da Alemanha (abandonou o Marxismo-leninismo e mudou o seu nome para Partido do Socialismo Democrático e actualmente faz parte da A Esquerda)
- Angola (1975-1992) - Movimento Popular de Libertação de Angola (abandonou o Marxismo-leninismo pela Social-democracia)
- Benim (1975-1990) - Partido da Revolução Popular do Benim (abandonou o Marxismo-leninismo pela Social-democracia e mudou o seu nome para União das Forças do Progresso)
- Brasil (2003-2016) - Partido Comunista do Brasil (abandonou o Marxismo-leninismo e hoje faz parte de uma coligação com partidos de Centro-esquerda liderado pelo Partido dos Trabalhadores)
- Bulgária(1946-1990) - Partido Comunista Búlgaro (abandonou o Marxismo-leninismo pela Social-democracia e mudou o seu nome para Partido Socialista Búlgaro)
- Kampuchea Democrático/República Popular do Kampuchea(1975-1979/1979-1991) - Partido Comunista do Kampuchea (dissolveu-se no exílio em 1981)/ Partido  Revolucionário Popular do Kampuchea (abandonou o Marxismo-leninismo pela Social-democracia e mudou o seu nome para Partido {Popular do Camboja)
- República Popular do Congo (1969-1992) - Partido Congolês do Trabalho (abandonou o Marxismo-leninismo pela Social-democracia)
- Chipre (2008-2013) - Partido Progressista do Povo Trabalhador
- Checoslováquia (1948-1990) - Partido Comunista da Checoslováquia dissolveu-se em dois partidos: o Partido Comunista da Boêmia e Morávia e o Partido Comunista da Eslováquia
- Etiópia (1974-1991) - Comissão pela Organização do Partido do Povo Trabalhador da Etiópia (dissolvido em 1984)/ Partido dos Trabalhadores da Etiópia (dissolvido em 1991)
- Granada (1979-1983) - Movimento New Jewel (dissolvido em 1983)
- Guiana (1992-2015) - Partido Progressista Popular
- Hungria (1919/1949-1989) - Partido Comunista Húngaro (dissolvido em 1948)/Partido dos Trabalhadores Húngaros (dissolvido em 1956)/Partido Socialista Operário Húngaro (abandonou o Marxismo-leninismo pela Social-democracia e mudou o seu nome para Partido Socialista Húngaro)
- Iugoslávia - Liga dos Comunistas da Jugoslávia (dissolveu-se em diferentes partidos nos países que originaram da Jugoslávia e estes partidos abandonaram o Marxismo-leninismo-Titoísmo pela Social-democracia)
- Moldávia (2001-2009) - Partido dos Comunistas da República da Moldávia
- Moçambique (1975-1990) - Frente de Libertação de Moçambique (abandonou o Marxismo-leninismo pela Social-democracia)
- Nepal (1994-1995/2008-2013) - Partido Comunista do Nepal (Marxista-Leninista Unificado)/Partido Comunista do Nepal (Maoísta)
- Polónia (1944-1989)- Partido dos Trabalhadores Polacos (dissolvido em 1948)/Partido Operário Unificado Polaco (abandonou o Marxismo-leninismo pela Social-democracia e mudou o seu nome para Aliança da Esquerda Democrática)
- Roménia (1947-1989) - Partido Comunista Romeno (dissolvido em 1989 após a Revolução Romena)
- San Marino (1945-1957) - Partido Comunista de São Marino
- Somália (1969-1991) - Conselho Revolucionário Supremo (1969-1976)/Partido Socialista Revolucionário Somali (dissolvido em 1991)
- União Soviética (1922-1991) - Partido Comunista da União Soviética (banido após a Tentativa de golpe de Estado na União Soviética em 1991)
- Iêmen do Sul - Frente de Libertação Nacional (dissolvido em 1978)/Partido Socialista Iemenita (abandonou o Marxismo-leninismo pela Social-democracia)
- Mongólia (1924-1992) - Partido Revolucionário do Povo Mongol (Abandonou o Marxismo-Leninismo pelo Socialismo Democrático e mudou o seu nome para Partido Popular da Mongólia. Atualmente é considerado um partido social-democrata)

## Partidos e organizações comunistas atualmente por cada país
| País                            | Partido | Partido | Fundação                                                                                            | Notas |
| País                            | Emblema | Nome | Fundação                                                                                            | Notas |
| ------------------------------- | --- | --- | --------------------------------------------------------------------------------------------------- | --- |
| Abecásia                        | | Partido Comunista da Abecásia Russo: Коммунистическая партия Абхазии, КПА Abcázio: Аԥсны Акомунисттә Апартиа, ААА Georgiano: აფხაზეთის კომუნისტური პარტია                                                               | 1995                                                                                                | - Originalmente fundado em 1921 e refundado em 1995. - Integrante da União dos Partidos Comunistas – Partido Comunista da União Soviética fundada em 1993. |
| Afeganistão                     | | Organização da Libertação do Afeganistão Dari: سازمان رهایی افغانستان | 1973                                                                                                | Banidos pelos talibãs desde 2021. |
| Afeganistão                     | | Organização Marxista-Leninista do Afeganistão Dari: سازمان مارکسیست-لنینیست افغانستان | 1973                                                                                                | Banidos pelos talibãs desde 2021. |
| Afeganistão                     | | Partido Comunista (Maoísta) do Afeganistão Dari: حزب كمونيست (مائوئيست) افغانستان | 2004                                                                                                | Banidos pelos talibãs desde 2021. |
| África do Sul                   | | Partido Comunista Sul-Africano Inglês: South African Communist Party, SCAP | 1921                                                                                                | - |
| África do Sul                   | | Combatentes da Liberdade Econômica Inglês: Economic Freedom Fighters, EFF | 2013                                                                                                | - |
| África do Sul                   | | Partido Socialista Revolucionário dos Trabalhadores Inglês: Socialist Revolutionary Workers Party, SRWP | 2019                                                                                                | - |
| Albânia                         | | Partido Comunista da Albânia Albanês: Partia Komuniste e Shqipërisë, PKSh | 1991                                                                                                | - |
| Albânia                         | | Partido Comunista da Albânia 8 de Novembro Albanês: Partia Komuniste e Shqipërisë 8 Nëntori, PKSh 8 Nëntori | 1990s                                                                                               | - |
| Alemanha                        | | Partido Comunista Alemão Alemão: Deutsche Kommunistische Partei, DKP | 1968                                                                                                | - |
| Alemanha                        | | Partido Marxista-Leninista da Alemanha Alemão: Marxistisch-Leninistische Partei Deutschlands, MLPD | 1982                                                                                                | - |
| Alemanha                        | | Partido Comunista da Alemanha Alemão: Kommunistische Partei Deutschlands, KPD | 1990                                                                                                | - |
| Argélia                         | | Partido Socialista dos Trabalhadores Francês: Parti socialiste des travailleurs, PST Árabe: حزب العمال الاشتراكي Cabile: Akabar Anemlay n Yixeddamen                                                                    | 1989                                                                                                | - |
| Argélia                         | | Partido dos Trabalhadores Árabe: حزب العمال Berbere: Akabar Ixeddamen Francês: Parti des Travailleus, PT | 1990                                                                                                | - |
| Argélia                         | | Partido Argelino pela Democracia e Socialismo Francês: Parti Algérien pour la Démocratie et le Socialisme, PADS | 1993                                                                                                | - |
| Angola                          | | Partido da Comunidade Comunista Angolana, PCCA | 1994                                                                                                | - |
| Antígua e Barbuda               | Atualmente não existe nenhum partido comunista em Antígua e Barbuda.                                                           | Atualmente não existe nenhum partido comunista em Antígua e Barbuda. | Atualmente não existe nenhum partido comunista em Antígua e Barbuda.                                | Atualmente não existe nenhum partido comunista em Antígua e Barbuda.                                                                                       |
| Arábia Saudita                  | Atualmente não existe nenhum partido comunista na Arábia Saudita.                                                              | Atualmente não existe nenhum partido comunista na Arábia Saudita. | Atualmente não existe nenhum partido comunista na Arábia Saudita.                                   | Atualmente não existe nenhum partido comunista na Arábia Saudita.                                                                                          |
| Argentina                       | | Partido Comunista da Argentina Espanhol: Partido Comunista de la Argentina, PCA | 1919                                                                                                | - |
| Argentina                       | | Partido pela Libertação Espanhol: Partido de la Liberación, PL | 1965                                                                                                | |
| Argentina                       | | Partido Comunista Revolucionário Espanhol: Partido Comunista Revolucionario, PCR | 1968                                                                                                | - |
| Argentina                       | | Partido Comunista da Argentina (Congresso Extraordinário) Espanhol : Partido Comunista (Congreso Extraordinario), PCCE                                                                                                  | 1996                                                                                                | - |
| Armênia                         | | Partido Comunista da Armênia Arménio: Հայաստանի կոմունիստական կուսակցություն, ՀԿԿ | 1991                                                                                                | Integrante da União dos Partidos Comunistas – Partido Comunista da União Soviética fundada em 1993.                                                        |
| Armênia                         | Partido Comunista Unificado Progressista da Arménia Arménio: Հայաստանի Առաջադիմական Միացյալ Կոմունիստական Կուսակցություն, ՀԱՄԿ | 1998 | -                                                                                                   | |
| Armênia                         | Partido Comunista Unificado da Arménia Arménio: Հայաստանի Միավորված Կոմունիստական Կուսակցության, ՀՄԿԿ                          | 2003 | Integrante do Partido Comunista da União Soviética fundado em 2001.                                 | |
| Artsaque                        | | Partido Comunista do Artsaque Arménio: Արցախի կոմունիստական կուսակցություն, ԱԿԿ | 1996                                                                                                | - |
| Austrália                       | | Partido Comunista da Austrália (Marxista-Leninista) | 1964                                                                                                | - |
| Austrália                       | | Partido Comunista da Austrália Inglês: Communist Party of Australia, CPA | 1971                                                                                                | - |
| Austrália                       | | Partido Comunista Australiano Inglês: Australian Communist Party, ACP | 2019                                                                                                | - |
| Áustria                         | | Partido Comunista da Áustria Alemão: Kommunistische Partei Österreichs, KPÖ | 1918                                                                                                | - |
| Áustria                         | | Partido do Trabalho da Áustria Alemão: Partei der Arbeit Österreichs, PdA | 2013                                                                                                | - |
| Azerbaijão                      | | Partido Comunista do Azerbaijão Azeri: Azərbaycan Kommunist Partiyası, AzKP | 1993                                                                                                | Integrante do Partido Comunista da União Soviética fundado em 2001.                                                                                        |
| Azerbaijão                      | | Partido Comunista Unificado do Azerbaijão Azeri: Azərbaycan Birləşmiş Kommunist Partiyası, AVKP | 1993                                                                                                | Integrante da União dos Partidos Comunistas – Partido Comunista da União Soviética fundada em 1993.                                                        |
| Azerbaijão                      | Partido Comunista da Nova Geração do Azerbaijão Azeri: Azərbaycan Yeni Nəsil Kommunist Partiyası, AYNKP                        | 2008 | -                                                                                                   | |
| Bahamas                         | Atualmente não existe nenhum partido comunista nas Bahamas.                                                                    | Atualmente não existe nenhum partido comunista nas Bahamas. | Atualmente não existe nenhum partido comunista nas Bahamas.                                         | Atualmente não existe nenhum partido comunista nas Bahamas.                                                                                                |
| Barém                           | | Frente de Libertação Nacional - Bahrein Árabe: جبهة التحرير الوطني—البحرين | 1955                                                                                                | - |
| Barém                           | | Tribuna Democrática Progressista Árabe: جمعية المنبر الديمقراطي التقدمي | 2001                                                                                                | - |
| Bangladesh                      | | Partido Socialista dos Trabalhadores Camponeses Bengali: শ্রমিক কৃষক সমাজবাদী দল | 1969                                                                                                | - |
| Bangladesh                      | | Partido Comunista do Bangladesh Bengali: বাংলাদেশের কমিউনিস্ট পার্টি | 1971                                                                                                | - |
| Bangladesh                      | | Partido Proletário de Bengal Oriental Bengali: পূর্ব বাংলার সর্বহারা পার্টি | 1971                                                                                                | - |
| Bangladesh                      | | Partido dos Trabalhadores do Bangladesh Bengali: বাংলাদেশের ওয়ার্কার্স পার্টি | 1980                                                                                                | - |
| Bangladesh                      | | Partido Socialista do Bangladesh Bengali: বাংলাদেশের সমাজতান্ত্রিক দল | 1980                                                                                                | - |
| Bangladesh                      | | PPBO (Movimento de Reorganização Maoista Bolchevique) Bengali: পূর্ববাংলার সর্বহারা পার্টি – মাওবাদী বলশেভিক পুনর্গঠন আন্দোলন | 2001                                                                                                | - |
| Bangladesh                      | | Partido Revolucionário dos Trabalhadores do Bangladesh Bengali: বাংলাদেশের বিপ্লবী ওয়ার্কার্স পার্টি | 2004                                                                                                | - |
| Bangladesh                      | | Liga Comunista Unificada do Bangladesh Bengali: বাংলাদেশের ইউনাইটেড কমিউনিস্ট লীগ | 2013                                                                                                | - |
| Bangladesh                      | | Partido Comunista do Bangladesh (Marxista-Leninista) (Dutta) Bengali: বাংলাদেশের সাম্যবাদী দল (মার্কসবাদী-লেনিনবাদী) | ?                                                                                                   | Não registado. |
| Bangladesh                      | | Partido Comunista do Bangladesh (Marxista-Leninista) (Umar) Bengali: বাংলাদেশের সাম্যবাদী দল (মার্কসবাদী-লেনিনবাদী) | ?                                                                                                   | Não registado. |
| Barbados                        | Atualmente não existe nenhum partido comunista em Barbados.                                                                    | Atualmente não existe nenhum partido comunista em Barbados. | Atualmente não existe nenhum partido comunista em Barbados.                                         | Atualmente não existe nenhum partido comunista em Barbados.                                                                                                |
| Bélgica                         | | Partido do Trabalho da Bélgica Francês: Parti du Travail de Belgique, PTB Neerlandês: Partij van de Arbeid van België, PVDA                                                                                             | 1979                                                                                                | - |
| Bélgica                         | | Partido Comunista da Bélgica Francês: Parti Communiste de Belgique, PCB Neerlandês: Communistische Partij van België, CPB                                                                                               | 1989                                                                                                | - |
| Belize                          | Atualmente não existe nenhum partido comunista em Belize.                                                                      | Atualmente não existe nenhum partido comunista em Belize. | Atualmente não existe nenhum partido comunista em Belize.                                           | Atualmente não existe nenhum partido comunista em Belize.                                                                                                  |
| Benim                           | | Partido Comunista do Benim Francês: Parti Communiste du Bénin, PCB | 1977                                                                                                | - |
| Benim                           | | Partido Comunista Marxista-Leninista do Benim Francês: Parti communiste marxiste-léniniste du Bénin, PCMLB | 1999                                                                                                | Banido em 2019. |
| Bielorrússia                    | | Partido Comunista da Bielorrússia Bielorrusso: Камуністычная партыя Беларусі, КПБ | 1996                                                                                                | Integrante da União dos Partidos Comunistas – Partido Comunista da União Soviética fundada em 1993.                                                        |
| Bielorrússia                    | | Comitê Republicano do Partido Comunista da Belarus Bielorrusso: РК КП(б)Б | 2001                                                                                                | Integrante do Partido Comunista da União Soviética fundado em 2001.                                                                                        |
| Bolívia                         | | Partido Revolucionário dos Trabalhadores Espanhol: Partido Obrero Revolucionario, POR | 1935                                                                                                | - |
| Bolívia                         | | Partido Comunista da Bolívia Espanhol: Partido Comunista de Bolivia, PCB | 1950                                                                                                | - |
| Bolívia                         | | Partido Comunista da Bolívia (Marxista-Leninista- Maoista) Espanhol: Partido Comunista de Bolívia (Marxista-Leninista-Maoísta), PCB-MLM                                                                                 | 1983                                                                                                | - |
| Bolívia                         | | Frente Revolucionária Popular (Marxista-Leninista-Maoista) Espanhol: Frente Revolucionario del Pueblo (Marxista–Leninista–Maoísta), FRP-MLM                                                                             | 2000s                                                                                               | - |
| Bolívia                         | | Partido Comunista Revolucionário Espanhol: Partido Comunista Revolucionario, PCR | 2014                                                                                                | - |
| Bósnia e Herzegovina            | | Partido Comunista dos Trabalhadores da Bósnia e Herzegovina Bósnio: Radničko-komunistička partija Bosne i Hercegovine, RKP-Bih                                                                                          | 2000                                                                                                | - |
| Bósnia e Herzegovina            | | Partido Comunista Bósnio: Komunistička partija, KP | 2012                                                                                                | - |
| Botswana                        | Atualmente não existe nenhum partido comunista no Botswana.                                                                    | Atualmente não existe nenhum partido comunista no Botswana. | Atualmente não existe nenhum partido comunista no Botswana.                                         | Atualmente não existe nenhum partido comunista no Botswana.                                                                                                |
| Brasil                          | | Partido Comunista Brasileiro, PCB | 1922                                                                                                | - |
| Brasil                          | | Partido Socialismo e Liberdade, PSOL | 2004                                                                                                | - |
| Brasil                          | | Partido Comunista Revolucionário, PCR | 1966                                                                                                | Não registado. |
| Brasil                          | | Partido Socialista dos Trabalhadores Unificado, PSTU | 1994                                                                                                | - |
| Brasil                          | | Partido da Causa Operária, PCO | 1995                                                                                                | - |
| Brasil                          | | Unidade Popular, UP | 2016                                                                                                | - |
| Brunei                          | Atualmente não existe nenhum partido comunista no Brunei.                                                                      | Atualmente não existe nenhum partido comunista no Brunei. | Atualmente não existe nenhum partido comunista no Brunei.                                           | Atualmente não existe nenhum partido comunista no Brunei.                                                                                                  |
| Bulgária                        | | Partido Comunista Búlgaro Búlgaro: Българска комунистическа партия, Бкп | 1990                                                                                                | - |
| Bulgária                        | | União dos Comunistas na Bulgária Búlgaro: Съюз на Комунистите в България, СКБ | 1995                                                                                                | - |
| Bulgária                        | | Partido Comunista da Bulgária Búlgaro: Комунистическа Партия на България, КПБ | 1996                                                                                                | - |
| Bulgária                        | | Partido dos Comunistas Búlgaros Búlgaro: Партия на Българските комунисти, ПБк | 1999                                                                                                | - |
| Bulgária                        | | Partido dos Trabalhadores Búlgaros (Comunistas) Búlgaro: Българска работническа партия/комунисти, Брп/к | 2000                                                                                                | - |
| Bulgária                        | | Movimento 23 de Setembro Búlgaro: Движение "23 септември" | ?                                                                                                   | - |
| Burquina Fasso                  | | Partido pela Democracia e Socialismo/Metba Francês: Parti pour la démocratie et le socialisme/Metba, PDS/Metba | 2012                                                                                                | - |
| Burquina Fasso                  | | Partido Comunista Revolucionário do Alto Volta Francês: Parti communiste révolutionnaire voltaïque, PCRV | 1978                                                                                                | - |
| Burundi                         | Atualmente não existe nenhum partido comunista no Burundi.                                                                     | Atualmente não existe nenhum partido comunista no Burundi. | Atualmente não existe nenhum partido comunista no Burundi.                                          | Atualmente não existe nenhum partido comunista no Burundi.                                                                                                 |
| Butão                           | | Partido Comunista do Butão (Marxista-Leninista-Maoista) Inglês: Communist Party of Bhutan (Marxist–Leninist–Maoist), CPB (MLM)                                                                                          | 2003                                                                                                | Banido em 2003. |
| Cabo Verde                      | Atualmente não existe nenhum partido comunista em Cabo Verde.                                                                  | Atualmente não existe nenhum partido comunista em Cabo Verde. | Atualmente não existe nenhum partido comunista em Cabo Verde.                                       | Atualmente não existe nenhum partido comunista em Cabo Verde.                                                                                              |
| Camarões                        | Atualmente não existe nenhum partido comunista em Camarões.                                                                    | Atualmente não existe nenhum partido comunista em Camarões. | Atualmente não existe nenhum partido comunista em Camarões.                                         | Atualmente não existe nenhum partido comunista em Camarões.                                                                                                |
| Camboja                         | Atualmente não existe nenhum partido comunista no Camaboja.                                                                    | Atualmente não existe nenhum partido comunista no Camaboja. | Atualmente não existe nenhum partido comunista no Camaboja.                                         | Atualmente não existe nenhum partido comunista no Camaboja.                                                                                                |
| Canadá                          | | Partido Comunista do Canadá Inglês: Communist Party of Canada, CPC Francês: Parti communiste du Canada, PCC | 1921                                                                                                | - |
| Canadá                          | | Partido Comunista do Canadá (Marxista-Leninista) Inglês: Communist Party of Canada (Marxist–Leninist), CPC(ML) Francês: Parti communiste du Canada (marxiste–léniniste), PCC(ML)                                        | 1970                                                                                                | - |
| Canadá                          | | Partido Comunista Revolucionário do Canadá Inglês: Revolutionary Communist Party, RCP Francês: Parti Communiste Révolutionnaire, PCR                                                                                    | 2007                                                                                                | - |
| Catar                           | Atualmente não existe nenhum partido comunista no Catar.                                                                       | Atualmente não existe nenhum partido comunista no Catar. | Atualmente não existe nenhum partido comunista no Catar.                                            | Atualmente não existe nenhum partido comunista no Catar.                                                                                                   |
| Cazaquistão                     | | Partido Comunista do Cazaquistão Cazaque: Qazaqstan Kommunistık Partiasy, QKP | 1991                                                                                                | - Banido em 2015. - Integrante da União dos Partidos Comunistas – Partido Comunista da União Soviética fundada em 1993.                                    |
| Cazaquistão                     | | Movimento Socialista do Cazaquistão Cazaque: Qazaqstannıñ Socïalïstik Qozğalısı, QSQ | 2006                                                                                                | Banido em 2015. |
| Chade                           | | Ação Chadiana pela Unidade e pelo Socialismo Francês: Action Tchadienne pour l'unité et le socialisme, ATS | 1981                                                                                                | - |
| Chéquia                         | | Partido Comunista da Boêmia e Morávia Checo: Komunistická strana Čech a Moravy, KSČM | 1990                                                                                                | - |
| Chéquia                         | | Futuro Alternativo Socialista Checo: Alternativní Socialistická Budoucnost, ASB | 1990                                                                                                | Não registado. |
| China                           | | Partido Comunista da China Mandarim: 中国共产党 | 1921                                                                                                | Partido no poder. |
| China                           | | Partido Comunista Revolucionário da China Mandarim: 中国革命共产党 | 1948                                                                                                | - |
| China                           | | Partido Comunista Maoista da China Mandarim: 中国毛泽东主义共产党 | 2008                                                                                                | - |
| Chile                           | | Partido Comunista do Chile Espanhol: Partido Comunista de Chile, PCCh | 1912                                                                                                | - |
| Chile                           | | Partido Comunista Chileno (Ação Proletária) Espanhol: Partido Comunista Chileno (Acción Proletaria), PC(AP) | 1979                                                                                                | - |
| Chile                           | | Movimento de Esquerda Revolucionária Espanhol: Movimiento de Izquierda Revolucionaria, MIR | 1965                                                                                                | - |
| Chipre                          | | Partido Progressista do Povo Trabalhador Grego: Ανορθωτικό Κόμμα Εργαζόμενου Λαού, ΑΚΕΛ | 1926                                                                                                | - |
| Chipre do Norte                 | Atualmente não existe nenhum partido comunista no Chipre do Norte.                                                             | Atualmente não existe nenhum partido comunista no Chipre do Norte. | Atualmente não existe nenhum partido comunista no Chipre do Norte.                                  | Atualmente não existe nenhum partido comunista no Chipre do Norte.                                                                                         |
| Colômbia                        | | Partido Comunista Colombiano Espanhol: Partido Comunista Colombiano, PCC | 1930                                                                                                | - |
| Colômbia                        | | Partido Comunista da Colômbia (Marxista-Leninista) Espanhol: Partido Comunista de Colombia (Marxista-Leninista), PCdeC (M-L)                                                                                            | 1965                                                                                                | - |
| Colômbia                        | | Movimento Obreiro Independente e Revolucionário Espanhol: Movimiento Obrero Independiente y Revolucionario, MOIR | 1970                                                                                                | - |
| Colômbia                        | | Grupo Comunista Revolucionário Espanhol: Grupo Comunista Revolucionario, GCR | 1982                                                                                                | - |
| Colômbia                        | | Partido Comunista da Colômbia - Maoista Espanhol: Partido Comunista de Colombia - Maoista, PCC-M | 2001                                                                                                | - |
| Colômbia                        | | Comuns Espanhol: Comunes | 2017                                                                                                | - |
| Comores                         | Atualmente não existe nenhum partido comunista em Comores.                                                                     | Atualmente não existe nenhum partido comunista em Comores. | Atualmente não existe nenhum partido comunista em Comores.                                          | Atualmente não existe nenhum partido comunista em Comores.                                                                                                 |
| República Democrática do Congo  | Atualmente não existe nenhum partido comunista na RD Congo.                                                                    | Atualmente não existe nenhum partido comunista na RD Congo. | Atualmente não existe nenhum partido comunista na RD Congo.                                         | Atualmente não existe nenhum partido comunista na RD Congo.                                                                                                |
| Congo-Brazzaville               | Atualmente não existe nenhum partido comunista no Congo.                                                                       | Atualmente não existe nenhum partido comunista no Congo. | Atualmente não existe nenhum partido comunista no Congo.                                            | Atualmente não existe nenhum partido comunista no Congo.                                                                                                   |
| Coreia do Norte                 | | Partido dos Trabalhadores da Coreia Coreano: 조선로동당 | 1949                                                                                                | Partido no poder. |
| Coreia do Sul                   | Atualmente não existe nenhum partido comunista na Coreia do Sul.                                                               | Atualmente não existe nenhum partido comunista na Coreia do Sul. | Atualmente não existe nenhum partido comunista na Coreia do Sul.                                    | Atualmente não existe nenhum partido comunista na Coreia do Sul.                                                                                           |
| Costa do Marfim                 | | Partido Comunista Revolucionário da Costa do Marfim Francês: Parti Communiste Révolutionnaire de Côte d'Ivoire, PCRCI                                                                                                   | 1990                                                                                                | - |
| Costa do Marfim                 | | Partido Comunista Proletário da Costa do Marfim Francês: Parti Communiste Proletarien de Côte d'Ivoire, PCPCI | ?                                                                                                   | - |
| Costa Rica                      | | Partido Vanguarda Popular Espanhol: Partido Vanguardia Popular, PVP | 1931                                                                                                | - |
| Croácia                         | | Partido Socialista Operário da Croácia Croata: Socijalistička radnička partija Hrvatske, SRP | 1997                                                                                                | - |
| Croácia                         | | Frente Operária Croata: Radnička fronta, RF | 2014                                                                                                | - |
| Cuba                            | | Partido Comunista de Cuba, PCC | 1965                                                                                                | Partido no poder. |
| Dinamarca                       | | Partido Comunista da Dinamarca Dinamarquês: Danmarks Kommunistiske Parti, DKP | 1919                                                                                                | - |
| Dinamarca                       | | Partido Comunista na Dinamarca Dinamarquês: Kommunistisk Parti i Danmark, KPID | 1990                                                                                                | - |
| Dinamarca                       | | Partido Comunista dos Trabalhadores Dinamarquês: Arbejderpartiet Kommunisterne, APK | 2000                                                                                                | - |
| Dinamarca                       | | Partido Comunista Dinamarquês: Kommunistisk Parti, KP | 2006                                                                                                | - |
| Djibuti                         | Atualmente não existe nenhum partido comunista em Djibouti.                                                                    | Atualmente não existe nenhum partido comunista em Djibouti. | Atualmente não existe nenhum partido comunista em Djibouti.                                         | Atualmente não existe nenhum partido comunista em Djibouti.                                                                                                |
| Dominica                        | Atualmente não existe nenhum partido comunista na Dominica.                                                                    | Atualmente não existe nenhum partido comunista na Dominica. | Atualmente não existe nenhum partido comunista na Dominica.                                         | Atualmente não existe nenhum partido comunista na Dominica.                                                                                                |
| Equador                         | | Partido Comunista do Equador Espanhol: Partido Comunista del Ecuador, PCE | 1926                                                                                                | - |
| Equador                         | | Partido Comunista Marxista-Leninista do Equador Espanhol: Partido Comunista Marxista-Leninista del Ecuador, PCMLE | 1964                                                                                                | - |
| Equador                         | | Partido Comunista do Equador - Sol Vermelho Espanhol: Partido Comunista de Ecuador - Sol Rojo, PCE-SR | 1987                                                                                                | - |
| Equador                         | | Partido Operário do Equador Espanhol: Partido de los Trabajadores del Ecuador, PTE | 1996                                                                                                | - |
| Equador                         | | Partido Comunista Equatoriano Espanhol: Partido Comunista Ecuatoriano, PCE | 2012                                                                                                | - |
| Egito                           | | Partido Comunista Egípcio Árabe: الحزب الشيوعي المصري | 1975                                                                                                | - |
| Emirados Árabes Unidos          | Atualmente não existe nenhum partido comunista nos E.A.U.                                                                      | Atualmente não existe nenhum partido comunista nos E.A.U. | Atualmente não existe nenhum partido comunista nos E.A.U.                                           | Atualmente não existe nenhum partido comunista nos E.A.U.                                                                                                  |
| El Salvador                     | | Partido Comunista de El Salvador Espanhol: Partido Comunista de El Salvador, PCS | 1930                                                                                                | - |
| Eritreia                        | Atualmente não existe nenhum partido comunista na Eritreia.                                                                    | Atualmente não existe nenhum partido comunista na Eritreia. | Atualmente não existe nenhum partido comunista na Eritreia.                                         | Atualmente não existe nenhum partido comunista na Eritreia.                                                                                                |
| Eslováquia                      | | Partido Comunista da Eslováquia Eslovaco: Komunistická Strana Slovenska, KSS | 1992                                                                                                | - |
| Eslováquia                      | | Alvorecer Eslovaco: Úsvit | 2005                                                                                                | - |
| Eslovênia                       | | Partido Socialista da Eslovénia Esloveno: Socialistična Partija Slovenije, SPS | 2016                                                                                                | - |
| Espanha                         | | Partido Comunista da Espanha Espanhol: Partido Comunista de España, PCE | 1921                                                                                                | - |
| Espanha                         | | União Popular Galega Galego: Unión do Povo Galego, UPG Espanhol: Unión del Pueblo Gallego, UPG | 1963                                                                                                | - |
| Espanha                         | | Unificação Comunista da Espanha Espanhol: Unificación Comunista de España, UCE | 1973                                                                                                | - |
| Espanha                         | | Partido Comunista Operário Espanhol Espanhol: Partido Comunista Obrero Español, PCOE | 1973                                                                                                | - |
| Espanha                         | | Partido Comunista da Espanha (reconstituído) Espanhol: Partido Comunista de España (Reconstituido), PC(r) | 1975                                                                                                | Banido em 2003. |
| Espanha                         | | Partido Operário Socialista Internacionalista Espanhol: Partido Obrero Socialista Internacionalista, POSI | 1980                                                                                                | - |
| Espanha                         | | Partido Comunista dos Povos da Espanha Espanhol: Partido Comunista de los Pueblos de España, PCPE | 1981                                                                                                | - |
| Espanha                         | | Frente Popular Galega Galego: Frente Popular Galega, FPG Espanhol: Frente Popular Gallego, FPG | 1986                                                                                                | - |
| Espanha                         | | Frente Marxista-Leninista dos Povos da Espanha Espanhol: Frente Marxista-Leninista de los Pueblos de España, F(M-L)PE                                                                                                   | 1987                                                                                                | - |
| Espanha                         | | Partido Comunista Revolucionário Espanhol: Partido Comunista Revolucionario, PCR | 1994                                                                                                | - |
| Espanha                         | | Partido Socialista Unificado Vivo da Catalunha Catalão: Partit Socialista Unificat de Catalunya Viu, PSUC Viu Espanhol: Partido Socialista Unificado de Cataluña Vivo, PSUC Viu                                         | 1997                                                                                                | - |
| Espanha                         | | Esquerda Unida e Alternativa Catalão: Esquerra Unida i Alternativa, EUiA Espanhol: Izquierda Unida y Alternativa, IUyA                                                                                                  | 1998                                                                                                | - |
| Espanha                         | | Luta Internacionalista Espanhol: Lucha Internacionalista, LI Catalão: Lluita Internacionalista, LI | 1999                                                                                                | - |
| Espanha                         | | Partido Comunista dos Menadores Espanhol: Partido Comunista de los Menadores, PCM | 2001                                                                                                | - |
| Espanha                         | | Partido Comunista da Espanha (Marxista-Leninista) Espanhol: Partido Comunista de España (marxista-leninista), PC (m-l)                                                                                                  | 2006                                                                                                | - |
| Espanha                         | | Movimento Galego para o Socialismo Galego: Movemento Galego ao Socialismo, MGS Espanhol: Movimiento Gallego al Socialismo, MGS                                                                                          | 2009                                                                                                | - |
| Espanha                         | | Partido Democrático Trabalhista Espanhol: Partido del Trabajo Democrático, PTD | 2013                                                                                                | - |
| Espanha                         | | Partido Marxista-Leninista (Reconstrução Comunista) Espanhol: Partido Marxista–Leninista (Reconstrucción Comunista), PML(RC) / RC                                                                                       | 2014                                                                                                | - |
| Espanha                         | | Comunistas da Catalunha Catalão: Comunistes de Catalunya | 2014                                                                                                | - |
| Espanha                         | | Esquerda Revolucionária Espanhol: Izquierda Revolucionaria Catlão: Esquerra Revolucionària Basco: Ezker Iraultzailea Galego: Esquerda Revolucionaria                                                                    | 2017                                                                                                | - |
| Espanha                         | | Partido Comunista dos Trabalhadores da Espanha Espanhol: Partido Comunista de los Trabajadores de España, PCTE | 2019                                                                                                | - |
| Espanha                         | | Partido Comunista Maoista (Espanha) Espanhol: Partido Comunista Maoista (España), PCM (E) | 2019                                                                                                | - |
| Estados Unidos                  | | Partido Comunista dos EUA Inglês: Communist Party USA, CPUSA | 1919                                                                                                | - |
| Estados Unidos                  | | Partido Socialista dos Trabalhadores Inglês: Socialist Workers Party, SWP | 1938                                                                                                | - |
| Estados Unidos                  | | Partido Mundial dos Trabalhadores Inglês: Workers World Party, WWP | 1959                                                                                                | - |
| Estados Unidos                  | | Partido da Igualdade Socialista Inglês: Socialist Equality Party, SEP | 1964                                                                                                | - |
| Estados Unidos                  | | Ação Socialista Inglês: Socialist Action, SA | 1983                                                                                                | - |
| Estados Unidos                  | | Alternativa Socialista Inglês: Socialist Alternative, SA | 1986                                                                                                | - |
| Estados Unidos                  | | Partido para o Socialismo e a Libertação Inglês: Party for Socialism and Liberation, PSL | 2004                                                                                                | - |
| Estónia                         | | Partido Comunista da Estônia Estónio: Eestimaa Kommunistlik Partei, EKP | 1990                                                                                                | - Banido em 1991. - Integrante da União dos Partidos Comunistas – Partido Comunista da União Soviética fundada em 1993.                                    |
| Estónia                         | Partido Comunista da Estônia Estónio: Eestimaa Kommunistlik Partei, EKP                                                        | 2001 | Integrante do Partido Comunista da União Soviética fundado em 2001.                                 | |
| Essuatíni                       | | Partido Comunista da Suazilândia Inglês: Communist Party of Swaziland, CPS | 2011                                                                                                | Banido em 2011. |
| Etiópia                         | | Movimento Socialista Etíope Amárico: መላ ኢትዮጵያ ሶሻሊስት ንቅናቄ, MEISON | 1968                                                                                                | - |
| Fiji                            | Atualmente não existe nenhum partido comunista em Fiji.                                                                        | Atualmente não existe nenhum partido comunista em Fiji. | Atualmente não existe nenhum partido comunista em Fiji.                                             | Atualmente não existe nenhum partido comunista em Fiji. |
| Filipinas                       | | Partido Comunista das Filipinas-1930 Filipino: Partido Komunista ng Pilipinas-1930, PKP-1930 | 1930                                                                                                | - |
| Filipinas                       | | Partido Comunista das Filipinas Filipino: Partido Komunista ng Pilipinas, PKP | 1968                                                                                                | - |
| Filipinas                       | | Partido Revolucionário dos Trabalhadores Tagalo: Rebolusyonaryong Partido ng Manggagawà ng Pilipinas, RPMP | 1995                                                                                                | - |
| Filipinas                       | | Partido Marxista-Leninista das Filipinas Filipino: Partido Marxista–Leninista ng Pilipinas, PMLP | 1998                                                                                                | - |
| Finlândia                       | | Partido Comunista da Finlândia Finlandês: Suomen Kommunistinen Puolue, SKP | 1984                                                                                                | - |
| Finlândia                       | | Partido Comunista Operário - Pela Paz e Socialismo Finlandês: Kommunistinen Työväenpuolue – Rauhan ja Sosialismin puolesta, KTP                                                                                         | 1988                                                                                                | - |
| Finlândia                       | | Liga dos Comunistas Finlandês: Kommunistien Liitto, KL | 2002                                                                                                | - |
| França                          | | Partido Comunista Francês Francês: Parti communiste français, PCF | 1920                                                                                                | - |
| França                          | | Luta Operária Francês: Lutte Ouvrière, LO | 1939                                                                                                | - |
| França                          | | Organização Comunista Marxista-Leninista - Via Proletária Francês: Organisation communiste marxiste-léniniste – Voie prolétarienne, OCML-VP                                                                             | 1976                                                                                                | - |
| França                          | | Partido Comunista dos Trabalhadores da França Francês: Parti communiste des ouvriers de France, PCOF | 1979                                                                                                | - |
| França                          | | Esquerda Revolucionária Francês: Gauche révolutionnaire, GR | 1992                                                                                                | - |
| França                          | | Polo de Renascimento Comunista em França Francês: Pôle de renaissance communiste en France, PRCF | 2004                                                                                                | - |
| França                          | | Novo Partido Anticapitalista Francês: Nouveau Parti anticapitaliste, NPA | 2009                                                                                                | - |
| França                          | | Partido Comunista Revolucionário da França Francês: Parti communiste révolutionnaire de France, PCRF | 2016                                                                                                | |
| Gabão                           | Atualmente não existe nenhum partido comunista no Gabão.                                                                       | Atualmente não existe nenhum partido comunista no Gabão. | Atualmente não existe nenhum partido comunista no Gabão.                                            | Atualmente não existe nenhum partido comunista no Gabão.                                                                                                   |
| Gâmbia                          | | Partido Revolucionário Socialista da Gâmbia Inglês: Gambia Socialist Revolutionary Party, GSRP | 1980                                                                                                | Banido em 1980. |
| Gana                            | Atualmente não existe nenhum partido comunista no Gana.                                                                        | Atualmente não existe nenhum partido comunista no Gana. | Atualmente não existe nenhum partido comunista no Gana.                                             | Atualmente não existe nenhum partido comunista no Gana. |
| Geórgia                         | | Partido Comunista da Geórgia Geórgio: საქართველოს კომუნისტური პარტია, სკპ | 1992                                                                                                | - |
| Geórgia                         | Partido Comunista Unificado da Geórgia Geórgio: საქართველოს ერთიანი კომუნისტური პარტია, სეკპ                                   | 1994 | Integrante da União dos Partidos Comunistas – Partido Comunista da União Soviética fundada em 1993. | |
| Geórgia                         | Novo Partido Comunista da Geórgia Geórgio: საქართველოს ახალი კომუნისტური პარტია, საკპ                                          | 2001 | Integrante do Partido Comunista da União Soviética fundado em 2001.                                 | |
| Granada                         | Atualmente não existe nenhum partido comunista em Granada.                                                                     | Atualmente não existe nenhum partido comunista em Granada. | Atualmente não existe nenhum partido comunista em Granada.                                          | Atualmente não existe nenhum partido comunista em Granada.                                                                                                 |
| Grécia                          | | Partido Comunista da Grécia Grego: Κομμουνιστικό Κόμμα Ελλάδας, KKE | 1918                                                                                                | - |
| Grécia                          | | Movimento Comunista Revolucionário da Grécia Grego: Επαναστατικό Κομμουνιστικό Κίνημα Ελλάδας, EKKE | 1970                                                                                                | - |
| Grécia                          | | Partido Comunista Marxista-Leninista da Grécia Grego: Μαρξιστικό-Λενινιστικό Κομμουνιστικό Κόμμα Ελλάδας, Μ-Λ ΚΚΕ | 1976                                                                                                | - |
| Grécia                          | | Partido Comunista da Grécia (Marxista-Leninista) Grego: Κομμουνιστικό Κόμμα Ελλάδας (μαρξιστικο-λενινιστικό), ΚΚΕ (μ-λ)                                                                                                 | 1976                                                                                                | - |
| Grécia                          | | Organização pela Reconstrução do Partido Comunista da Grécia Grego: Οργάνωση για την Ανασυγκρότηση του Κομουνιστικού Κόμματος Ελλάδας, OAKKE                                                                            | 1985                                                                                                | - |
| Grécia                          | | Corrente da Nova Esquerda Grego: Νέο Αριστερό Ρεύμα, ΝΑΡ | 1989                                                                                                | - |
| Grécia                          | | Movimento pela Reorganização do Partido Comunista da Grécia 1918-1955 Grego: Κίνηση για την Ανασύνταξη του Κομμουνιστικό Κόμμα Ελλάδας 1918–1955), Ανασύνταξη                                                           | 1996                                                                                                | - |
| Grécia                          | | Grupo Anti-capitalista de Esquerda Grego: Αριστερή Αντικαπιταλιστική Συσπείρωση, ΑΡ.Α.Σ | 1998                                                                                                | - |
| Grécia                          | | Renovação Comunista Grego: Κομμουνιστική Ανανέωση, KA | 2000                                                                                                | - |
| Grécia                          | | Recomposição de Esquerda Grego: Αριστερή Ανασύνθεση, ΑΡ.ΑΝ | 2003                                                                                                | - |
| Grécia                          | | Grupo de Esquerda Grego: Αριστερή Συσπείρωση, ΑΡΙ.Σ | 2012                                                                                                | - |
| Guadalupe                       | | Partido Comunista de Guadalupe Francês: Parti communiste guadeloupéen, PCG | 1958                                                                                                | - |
| Guatemala                       | | Unidade Revolucionária Nacional Guatemalteca Espanhol: Unidad Revolucionaria Nacional Guatemalteca, URNG-MAIZ | 1982                                                                                                | - |
| Guiana                          | | Partido Progressista Popular/ Cívico Inglês: People's Progressive Party/Civic, PPP/C | 1950                                                                                                | - |
| Guiné                           | Atualmente não existe nenhum partido comunista na Guiné.                                                                       | Atualmente não existe nenhum partido comunista na Guiné. | Atualmente não existe nenhum partido comunista na Guiné.                                            | Atualmente não existe nenhum partido comunista na Guiné.                                                                                                   |
| Guiné-Bissau                    | Atualmente não existe nenhum partido comunista na Guiné-Bissau.                                                                | Atualmente não existe nenhum partido comunista na Guiné-Bissau. | Atualmente não existe nenhum partido comunista na Guiné-Bissau.                                     | Atualmente não existe nenhum partido comunista na Guiné-Bissau.                                                                                            |
| Guiné Equatorial                | Atualmente não existe nenhum partido comunista na Guiné-Equatorial.                                                            | Atualmente não existe nenhum partido comunista na Guiné-Equatorial. | Atualmente não existe nenhum partido comunista na Guiné-Equatorial.                                 | Atualmente não existe nenhum partido comunista na Guiné-Equatorial.                                                                                        |
| Haiti                           | | Novo Partido Comunista (Marxista-Leninista) Francês: Nouveau Parti Communiste Haïtien (Marxiste–Léniniste), NPCH(ML) | 2000                                                                                                | - |
| Honduras                        | Atualmente não existe nenhum partido comunista nas Honduras.                                                                   | Atualmente não existe nenhum partido comunista nas Honduras. | Atualmente não existe nenhum partido comunista nas Honduras.                                        | Atualmente não existe nenhum partido comunista nas Honduras.                                                                                               |
| Hungria                         | | Partido dos Trabalhadores Húngaros Húngaro: Magyar Munkáspárt, MMP | 1989                                                                                                | - |
| Hungria                         | | Partido dos Trabalhadores da Hungria 2006 - Esquerda Europeia Húngaro: Magyarországi Munkáspárt 2006 - Európai Baloldal, EB                                                                                             | 2005                                                                                                | - |
| Iêmen                           | Atualmente não existe nenhum partido comunista no Iêmen.                                                                       | Atualmente não existe nenhum partido comunista no Iêmen. | Atualmente não existe nenhum partido comunista no Iêmen.                                            | Atualmente não existe nenhum partido comunista no Iêmen.                                                                                                   |
| Islândia                        | Atualmente não existe nenhum partido comunista na Islândia.                                                                    | Atualmente não existe nenhum partido comunista na Islândia. | Atualmente não existe nenhum partido comunista na Islândia.                                         | Atualmente não existe nenhum partido comunista na Islândia.                                                                                                |
| Índia                           | | Partido Comunista da Índia Inglês: Communist Party of India, CPI | 1925                                                                                                | - |
| Índia                           | | Partido Comunista Revolucionário da Índia Inglês: Revolutionary Communist Party of India, RCPI | 1934                                                                                                | - |
| Índia                           | | Bloco Avançado de Toda a Índia Inglês: All India Forward Bloc, AIFB | 1939                                                                                                | - |
| Índia                           | | Partido Bolchevique da Índia Inglês: Bolshevik Party of India, BPI | 1939                                                                                                | - |
| Índia                           | | Partido Socialista Revolucionário Inglês: Revolutionary Socialist Party, RSP | 1940                                                                                                | - |
| Índia                           | | Centro da Unidade Socialista da Índia (Comunista) Inglês: Socialist Unity Centre of India (Communist), SUCI(C) | 1948                                                                                                | - |
| Índia                           | | Bloco Avançado Marxista Inglês: Marxist Forward Bloc, MFB | 1953                                                                                                | - |
| Índia                           | | Partido Comunista da Índia (Marxista) Inglês: Communist Party of India (Marxist), CPI(M) | 1964                                                                                                | - |
| Índia                           | | Partido Socialista Revolucionário da Índia (Marxista-Leninista) Inglês: Revolutionary Socialist Party of India (Marxist–Leninist), RSPI(ML)                                                                             | 1969                                                                                                | - |
| Índia                           | | Libertação do Partido Comunista da Índia (Marxista-Leninista) Inglês: Communist Party of India (Marxist–Leninist) Liberation, CPI(ML)L                                                                                  | 1974                                                                                                | - |
| Índia                           | | Partido Comunista Marxista Inglês: Communist Marxist Party, CMP | 1986                                                                                                | - |
| Índia                           | | Partido Comunista da Índia (Marxista-Leninista) Nova Democracia Inglês: Communist Party of India (Marxist–Leninist) New Democracy, CPIML ND                                                                             | 1988                                                                                                | - |
| Índia                           | | Partido Comunista da Índia (Maoista) Inglês: Communist Party of India (Maoist), CPI (Maoist) | 2004                                                                                                | - |
| Índia                           | | Partido Marxista Revolucionário da Índia Inglês: Revolutionary Marxist Party of India, RMPI | 2016                                                                                                | Banido em 2009. |
| Indonésia                       | | Partido Comunista da Indonésia Indonésio: Partai Komunis Indonesia, PKI | 1914                                                                                                | Banido em 1966. |
| Irãoo                           | | Partido Tudeh do Irão Persa: حزب تودۀ ایران | 1941                                                                                                | Banidos em 1983. |
| Irãoo                           | | Partido Trabalhista do Irão (Toufan) Persa: حزب کار ایران | 1965                                                                                                | Banidos em 1983. |
| Irãoo                           | | Guerrilhas Fedai do Povo Iraniano Persa: چریک‌های فدایی خلق ایران | 1979                                                                                                | Banidos em 1983. |
| Irãoo                           | | Partido Comunista do Irão Persa: حزب کمونیست ایران | 1983                                                                                                | Banidos em 1983. |
| Irãoo                           | | Organização das Guerrilhas Fedai do Povo Iraniano – Seguidores da Plataforma de Identidade Persa: سازمان چریک‌های فدایی خلق ایران – پیرو برنامه هویت                                                                     | 1983                                                                                                | Banidos em 1983. |
| Irãoo                           | | Komalah Organização do Curdistão do Partido Comunista do Irão Persa: کۆمەڵە ڕێکخراوی کوردستانی حیزبی کۆمۆنیستی ئێران | 1984                                                                                                | Banidos. |
| Irãoo                           | | Organização das Guerrilhas Fedai do Povo Iraniano (1985) Persa: سازمان چریک‌های فدایی خلق ایران | 1985                                                                                                | Banidos. |
| Irãoo                           | | Organização Fedaiana (Minoria) Persa: سازمان فدائیان (اقليت) | 1987                                                                                                | Banidos. |
| Irãoo                           | | Partido Operário-Comunista do Irão Persa: حزب کمونیست کارگری ایران | 1991                                                                                                | Banidos. |
| Irãoo                           | | Partido Comunista do Irão (Marxista-Leninista-Maoísta) Persa: حزب کمونیست ایران (مارکسیست-لنینیست-مائوئیست) | 2001                                                                                                | Banidos. |
| Irãoo                           | | Partido Comunista Operário do Irão – Hekmatista Persa: حزب کمونیست کارگری ایران-حکمتیست | 2004                                                                                                | Banidos. |
| Irãoo                           | | Unidade de Esquerda dos Trabalhadores – Irão Persa: اتحاد چپ کارگری | ?                                                                                                   | Banidos. |
| Iraque                          | | Partido Comunista Iraquiano Árabe: الحزب الشيوعي العراقي | 1934                                                                                                | - |
| Iraque                          | | Partido Operário-Comunista do Iraque Árabe: الحزب الشيوعي العمالي العراقي | 1993                                                                                                | - |
| Iraque                          | | Partido Comunista do Curdistão – Iraque Curdo: حزبي شيوعى كوردستان – عيراق | 1993                                                                                                | - |
| Iraque                          | | Partido dos Trabalhadores de Esquerda-Comunista do Iraque Árabe: الحزب الشيوعي العمالي اليساري العراقي | 2004                                                                                                | - |
| Iraque                          | | Partido Comunista Operário do Curdistão Curdo: حزبی کۆمۆنستی کرێکاریی کوردستان, WP | 2008                                                                                                | - |
| Irlanda                         | | Partido dos Trabalhadores Irlandês: Páirtí na nOibrithe Inglês: Workers Party | 1905                                                                                                | - |
| Irlanda                         | | Partido Comunista da Irlanda Irlandês: Páirtí Cumannach na hÉireann Inglês: Communist Party of Ireland, CPI | 1933                                                                                                | - |
| Irlanda                         | | Partido Socialista Republicano Irlandês Irlandês: Páirtí Poblachtach Sóisalach na hÉireann Inglês: Irish Republican Socialist Party, IRSP                                                                               | 1974                                                                                                | - |
| Israel                          | | Partido Comunista de Israel (Maki) Hebraico: המפלגה הקומוניסטית הישראלית | 1965                                                                                                | - |
| Israel                          | | Frente Democrática para a paz e igualdade (Hadash) Hebraico: החזית הדמוקרטית לשלום ולשוויון | 1977                                                                                                | |
| Israel                          | | Partido dos Trabalhadores Da'am Hebraico: דעם מפלגת פועלים | 1995                                                                                                | - |
| Itália                          | | Partido Comunista Internacionalista Italiano: Partito Comunista Internazionalista, PCI | 1943                                                                                                | - |
| Itália                          | | Partido Comunista Unificado da Itália Italiano: Partito Comunista Unificato d'Italia, PCUd'I | 1970                                                                                                | - |
| Itália                          | | Partido Marxista-Leninista Italiano Italiano: Partito Marxista-Leninista Italiano, PMLI | 1977                                                                                                | - |
| Itália                          | | Partido da Refundação Comunista Italiano: Partito della Rifondazione Comunista, PRC | 1991                                                                                                | - |
| Itália                          | | Rede dos Comunistas Italiano: Rete dei Comunisti, RdC | 1998                                                                                                | - |
| Itália                          | | Partido Comunista Italiano Marxista-Leninista Italiano: Partito Comunista Italiano Marxista-Leninista, PCIM-L | 1999                                                                                                | - |
| Itália                          | | Partido Comunista dos Trabalhadores Italiano: Partito Comunista dei Lavoratori, PCL | 2006                                                                                                | - |
| Itália                          | | Partido Comunista Alternativo Italiano: Partito di Alternativa Comunista, PdAC | 2007                                                                                                | - |
| Itália                          | | Partido Comunista Italiano: Partito Comunista, PC | 2009                                                                                                | - |
| Itália                          | | Frente Comunista Italiano: Fronte Comunista, FC | ?                                                                                                   | - |
| Itália                          | | Partido Comunista Italiano Italiano: Partito Comunista Italiano, PCI | 2016                                                                                                | - |
| Jamaica                         | Atualmente não existe nenhum partido comunista na Jamaica.                                                                     | Atualmente não existe nenhum partido comunista na Jamaica. | Atualmente não existe nenhum partido comunista na Jamaica.                                          | Atualmente não existe nenhum partido comunista na Jamaica.                                                                                                 |
| Japão                           | | Partido Comunista Japonês Japonês: 日本共産党 | 1922                                                                                                | - |
| Japão                           | | Partido Comunista Japonês (Fação de Esquerda) Japonês: 日本共産党 (左派) | 1969                                                                                                | - |
| Japão                           | | Partido Comunista Japonês (Fação de Ação) Japonês: 日本共産党 (行動派) | 1980                                                                                                | - |
| Jordânia                        | | Partido Comunista da Jordânia Árabe: الحزب الشیوعی الاردني | 1948                                                                                                | - |
| Jordânia                        | | Partido Popular Democrático da Jordânia Árabe: حزب الشعب الديمقراطي الأردني | 1989                                                                                                | - |
| Kiribati                        | Atualmente não existe nenhum partido comunista em Kiribati.                                                                    | Atualmente não existe nenhum partido comunista em Kiribati. | Atualmente não existe nenhum partido comunista em Kiribati.                                         | Atualmente não existe nenhum partido comunista em Kiribati.                                                                                                |
| Kosovo                          | Atualmente não existe nenhum partido comunista no Kosovo.                                                                      | Atualmente não existe nenhum partido comunista no Kosovo. | Atualmente não existe nenhum partido comunista no Kosovo.                                           | Atualmente não existe nenhum partido comunista no Kosovo.                                                                                                  |
| Kuwait                          | | Movimento Progressista do Kuwait Árabe: الحركة التقدمية الكويتية | 2011                                                                                                | - |
| Laos                            | | Partido Popular Revolucionário do Laos Lao: ພັກປະຊາຊົນປະຕິວັດລາວ, ພປປລ | 1955                                                                                                | Partido no poder. |
| Lesoto                          | | Partido Comunista do Lesoto Sesoto: Mokhatlo oa Makomonisi a Lesotho, MML | 1962                                                                                                | - |
| Letónia                         | | Liga dos Comunistas da Letónia Letão: Latvijas komunistu līga, LKl | 1991                                                                                                | - Banido em 1991. - Integrante da União dos Partidos Comunistas – Partido Comunista da União Soviética fundada em 1993.                                    |
| Letónia                         | | Partido Socialista da Letônia Letão: Latvijas Sociālistiskā partija, LSP | 1994                                                                                                | Integrante do Partido Comunista da União Soviética fundado em 2001.                                                                                        |
| Líbano                          | | Partido Comunista Libanês Árabe: الحزب الشيوعي اللبناني | 1924                                                                                                | - |
| Líbano                          | | Organização de Ação Comunista no Líbano Árabe: منظمة العمل الشيوعي في لبنان | 1970                                                                                                | - |
| Libéria                         | Atualmente não existe nenhum partido comunista na Libéria.                                                                     | Atualmente não existe nenhum partido comunista na Libéria. | Atualmente não existe nenhum partido comunista na Libéria.                                          | Atualmente não existe nenhum partido comunista na Libéria.                                                                                                 |
| Líbia                           | Atualmente não existe nenhum partido comunista na Líbia.                                                                       | Atualmente não existe nenhum partido comunista na Líbia. | Atualmente não existe nenhum partido comunista na Líbia.                                            | Atualmente não existe nenhum partido comunista na Líbia.                                                                                                   |
| Liechtenstein                   | Atualmente não existe nenhum partido comunista em Liechtenstein.                                                               | Atualmente não existe nenhum partido comunista em Liechtenstein. | Atualmente não existe nenhum partido comunista em Liechtenstein.                                    | Atualmente não existe nenhum partido comunista em Liechtenstein.                                                                                           |
| Lituânia                        | | Partido Comunista da Lituânia Lituano: Lietuvos komunistų partija, LKP | 1991                                                                                                | - Originalmente fundado em 1918. - Banido em 1991. - Integrante da União dos Partidos Comunistas – Partido Comunista da União Soviética fundada em 1993.   |
| Lituânia                        | | Frente Popular Socialista Lituano: Socialistinis liaudies frontas, SLF | 2009                                                                                                | Integrante do Partido Comunista da União Soviética fundado em 2001.                                                                                        |
| Luxemburgo                      | | Partido Comunista do Luxemburgo Luxemburguês: Kommunistesch Partei vu Lëtzebuerg, KPL Francês: Parti Communiste Luxembourgeois, PCL Alemão: Kommunistische Partei Luxemburgs, KPL                                       | 1921                                                                                                | - |
| Macedônia do Norte              | | Partido Comunista da Macedônia Macedónio: Комунистичката партија на Македонија, КПМ | 1992                                                                                                | O partido deixou de estar registado em 2007. |
| Macedônia do Norte              | | Partido Comunista da Macedónia - Forças de Tito Macedónio: Комунистичка партија на Македонија — Титови сили, КПМ—ТС | 2005                                                                                                | - |
| Madagáscar                      | | Partido do Congresso para a Independência de Madagascar Malgaxe: Antoko'ny Kongresi'ny Fahaleovantenan'i Madagasikara, AKFM                                                                                             | 1958                                                                                                | - |
| Malawi                          | Atualmente não existe nenhum partido comunista em Malawi.                                                                      | Atualmente não existe nenhum partido comunista em Malawi. | Atualmente não existe nenhum partido comunista em Malawi.                                           | Atualmente não existe nenhum partido comunista em Malawi.                                                                                                  |
| Malásia                         | Atualmente não existe nenhum partido comunista na Malásia.                                                                     | Atualmente não existe nenhum partido comunista na Malásia. | Atualmente não existe nenhum partido comunista na Malásia.                                          | Atualmente não existe nenhum partido comunista na Malásia.                                                                                                 |
| Maldivas                        | Atualmente não existe nenhum partido comunista nas Maldivas.                                                                   | Atualmente não existe nenhum partido comunista nas Maldivas. | Atualmente não existe nenhum partido comunista nas Maldivas.                                        | Atualmente não existe nenhum partido comunista nas Maldivas.                                                                                               |
| Malta                           | | Partido Comunista de Malta Maltês: Partit Komunista Malti, PKM | 1969                                                                                                | - |
| Marrocos                        | | Via Democrática Árabe: النهج الديمقراطي | 1995                                                                                                | - |
| Martinica                       | | Partido Comunista da Martinica Francês: Parti communiste martiniquais, PCM | 1957                                                                                                | - |
| Martinica                       | | Partido Comunista pela Independência e Socialismo Francês: Parti Communiste pour l'Indépendance et le Socialisme, PCLS Crioulo Maritique: Pati Kominis pou Lendépandans èk Sosyalism, PKLS                              | 1984                                                                                                | - |
| Ilhas Marshall                  | Atualmente não existe nenhum partido comunista nas Ilhas Marshall.                                                             | Atualmente não existe nenhum partido comunista nas Ilhas Marshall. | Atualmente não existe nenhum partido comunista nas Ilhas Marshall.                                  | Atualmente não existe nenhum partido comunista nas Ilhas Marshall.                                                                                         |
| Mauritânia                      | Atualmente não existe nenhum partido comunista na Mauritânia.                                                                  | Atualmente não existe nenhum partido comunista na Mauritânia. | Atualmente não existe nenhum partido comunista na Mauritânia.                                       | Atualmente não existe nenhum partido comunista na Mauritânia.                                                                                              |
| Ilhas Maurícias                 | Atualmente não existe nenhum partido comunista nas Ilhas Maurícias.                                                            | Atualmente não existe nenhum partido comunista nas Ilhas Maurícias. | Atualmente não existe nenhum partido comunista nas Ilhas Maurícias.                                 | Atualmente não existe nenhum partido comunista nas Ilhas Maurícias.                                                                                        |
| Mali                            | | Partido do Trabalho do Mali Francês: Parti malien du travail, PMT | 1965                                                                                                | - |
| Mali                            | | Solidariedade Africana pela Democracia e Independência Francês: Solidarité Africaine pour la Démocratie et l'Indépendance, SADI                                                                                         | 1996                                                                                                | - |
| México                          | | Partido Comunista do México (Marxista-Leninista) Espanhol: Partido Comunista de México (Marxista-Leninista), PCM (ML)                                                                                                   | 1978                                                                                                | - |
| México                          | | Partido Comunista do México Espanhol: Partido Comunista de México, PCM | 1994                                                                                                | - |
| México                          | | Partido Socialista Popular do México Espanhol: Partido Popular Socialista de México, PPSM | 1997                                                                                                | - |
| México                          | | Partido dos Comunistas Espanhol: Partido de los Comunistas, PdelosC | 2003                                                                                                | Não registado. |
| Myanmar                         | | Partido Comunista da Birmânia Birmanês : ဗမာပြည်ကွန်မြူနစ်ပါတီ | 1939                                                                                                | Ilegalizado em 1953. |
| Estados Federados da Micronésia | Atualmente não existe nenhum partido comunista nos Estados Federados da Micronésia.                                            | Atualmente não existe nenhum partido comunista nos Estados Federados da Micronésia. | Atualmente não existe nenhum partido comunista nos Estados Federados da Micronésia.                 | Atualmente não existe nenhum partido comunista nos Estados Federados da Micronésia.                                                                        |
| Moldávia                        | | Partido dos Comunistas da República da Moldávia Romeno: Partidul Comuniștilor din Republica Moldova, PCRM | 1993                                                                                                | Integrante da União dos Partidos Comunistas – Partido Comunista da União Soviética fundada em 1993.                                                        |
| Mónaco                          | Atualmente não existe nenhum partido comunista no Mónaco.                                                                      | Atualmente não existe nenhum partido comunista no Mónaco. | Atualmente não existe nenhum partido comunista no Mónaco.                                           | Atualmente não existe nenhum partido comunista no Mónaco.                                                                                                  |
| Mongólia                        | Atualmente não existe nenhum partido comunista na Mongólia.                                                                    | Atualmente não existe nenhum partido comunista na Mongólia. | Atualmente não existe nenhum partido comunista na Mongólia.                                         | Atualmente não existe nenhum partido comunista na Mongólia.                                                                                                |
| Montenegro                      | | Partido Comunista Iugoslavo de Montenegro Montenegrino: Jugoslovenska komunistička partija/Југословенска комунистичка партија, JKP CG / ЈКП-ЦГ                                                                          | 2009                                                                                                | - |
| Moçambique                      | Atualmente não existe nenhum partido comunista em Moçambique.                                                                  | Atualmente não existe nenhum partido comunista em Moçambique. | Atualmente não existe nenhum partido comunista em Moçambique.                                       | Atualmente não existe nenhum partido comunista em Moçambique.                                                                                              |
| Namíbia                         | | Partido Revolucionário dos Trabalhadores Inglês: Workers Revolutionary Party, WRP | 1989                                                                                                | - |
| Nauru                           | Atualmente não existe nenhum partido comunista em Nauru.                                                                       | Atualmente não existe nenhum partido comunista em Nauru. | Atualmente não existe nenhum partido comunista em Nauru.                                            | Atualmente não existe nenhum partido comunista em Nauru.                                                                                                   |
| Nepal                           | | Partido Operário Camponês do Nepal Nepalês: नेपाल मजदुर किसान पार्टी | 1975                                                                                                | Partido comunista do Nepal mais antigo atualmente. |
| Nepal                           | | Partido Comunista do Nepal (Marxista-Leninista Unificado) Nepalês: नेपाल कम्युनिष्ट पार्टी (एकीकृत मार्क्सवादी-लेनिनवादी) | 1991                                                                                                | Partido comunista do Nepal com mais membros. |
| Nepal                           | | Partido Comunista do Nepal (Centro Maoísta) Nepalês: नेपाल कम्युनिष्ट पार्टी (माओवादी केन्द्र) | 1994                                                                                                | - |
| Nepal                           | | Rastriya Janamorcha Nepalês: राष्ट्रिय जनमोर्चा | 1999                                                                                                | - |
| Nepal                           | | Partido Comunista do Nepal (Marxista-Leninista) Nepalês: नेपाल कम्युनिष्ट पार्टी (मार्क्सवादी-लेनिनवादी) | 2002                                                                                                | - |
| Nepal                           | | Partido Comunista do Nepal (marxista) Nepalês: नेपाल कम्युनिष्ट पार्टी (मार्क्सवादी) | 2006                                                                                                | Também conhecido como Partido Majdoor Kisan do Nepal. |
| Nepal                           | | Partido Comunista do Nepal (Maoísta Revolucionário) Nepalês: नेपाल कम्यूनिष्ट पार्टी (क्रान्तिकारी माओवादी) | 2012                                                                                                | Legalizado em 2017. |
| Nepal                           | | Partido Comunista do Nepal (Unificação Socialista) Nepalês: नेपाल कम्युनिष्ट पार्टी (एकीकृत-समाजवादी) | 2021                                                                                                | - |
| Nicarágua                       | | Partido Socialista Nicaráguense Espanhol: Partido Socialista Nicaragüense, PSN | 1944                                                                                                | - |
| Nicarágua                       | | Partido Comunista da Nicarágua Espanhol: Partido Comunista de Nicaragua, PCN | 1967                                                                                                | - |
| Nicarágua                       | | Movimento de Ação Popular Marxista-Leninista Espanhol: Movimiento de Acción Popular - Marxista–Leninista, MAP-ML | 1972                                                                                                | - |
| Níger                           | Atualmente não existe nenhum partido comunista no Níger.                                                                       | Atualmente não existe nenhum partido comunista no Níger. | Atualmente não existe nenhum partido comunista no Níger.                                            | Atualmente não existe nenhum partido comunista no Níger.                                                                                                   |
| Nigéria                         | Atualmente não existe nenhum partido comunista na Nigéria.                                                                     | Atualmente não existe nenhum partido comunista na Nigéria. | Atualmente não existe nenhum partido comunista na Nigéria.                                          | Atualmente não existe nenhum partido comunista na Nigéria.                                                                                                 |
| Noruega                         | | Partido Comunista da Noruega Norueguês: Norges Kommunistiske Parti, NKP | 1923                                                                                                | - |
| Noruega                         | | Partido Vermelho Norueguês: Rødt, R | 2007                                                                                                | - |
| Nova Zelândia                   | | Liga Comunista Inglês: Communist League, League | 1969                                                                                                | - |
| Nova Zelândia                   | | Partido Socialista de Aotearoa Inglês: Socialist Party of Aotearoa, SPA | 1990                                                                                                | - |
| Omã                             | Atualmente não existe nenhum partido comunista no Omã.                                                                         | Atualmente não existe nenhum partido comunista no Omã. | Atualmente não existe nenhum partido comunista no Omã.                                              | Atualmente não existe nenhum partido comunista no Omã. |
| Ossétia do Sul                  | | Partido Comunista da Ossétia do Sul Russo: Хуссар Ирыстоны Коммунистон парти | 1993                                                                                                | Integrante da União dos Partidos Comunistas – Partido Comunista da União Soviética fundada em 1993.                                                        |
| Ossétia do Sul                  | | Partido dos Comunistas da República da Ossétia do Sul Russo: Партия коммунистов Республики Южная Осетия | 2001                                                                                                | Integrante do Partido Comunista da União Soviética fundado em 2001.                                                                                        |
| Países Baixos                   | | Grupo de Marxistas-Leninistas/Amanhecer Vermelho Neerlandês: Groep Marxisten-Lenisten/Rode Morgen, GML/RM | 1977                                                                                                | - |
| Países Baixos                   | | Novo Partido Comunista dos Países Baixos Neerlandês: Nieuwe Communistische Partij Nederlan, NCPN | 1992                                                                                                | - |
| Países Baixos                   | | Partido Comunista Unido Neerlandês: Verenigde Communistische Partij, VCP | 1999                                                                                                | - |
| Paquistão                       | | Partido Comunista do Paquistão Urdu: کمیونسٹ پارٹی آف پاکستان | 1948                                                                                                | - |
| Paquistão                       | | Partido Mazdoor Kisan Urdu: مزدور کسان پارٹی | 1968                                                                                                | - |
| Paquistão                       | | Partido Comunista do Paquistão (Thaheem) Urdu: کمیونسٹ پارٹی آف پاکستان | 2002                                                                                                | - |
| Palau                           | Atualmente não existe nenhum partido comunista em Palau.                                                                       | Atualmente não existe nenhum partido comunista em Palau. | Atualmente não existe nenhum partido comunista em Palau.                                            | Atualmente não existe nenhum partido comunista em Palau.                                                                                                   |
| Palestina                       | | Frente Popular para a Libertação da Palestina Árabe: الجبهة الشعبية لتحرير فلسطين | 1967                                                                                                | - |
| Palestina                       | | Frente Democrática para a Libertação da Palestina Árabe: الجبهة الشعبية لتحرير فلسطين | 1968                                                                                                | - |
| Palestina                       | | Partido Popular Palestino Árabe: حزب الشعب الفلسطيني | 1982                                                                                                | - |
| Palestina                       | | Partido Comunista Revolucionário Palestino Árabe: الحزب الشيوعي الفلسطيني-الثوري | 1982                                                                                                | - |
| Palestina                       | | Partido Comunista Palestino Árabe: الحزب الشیوعي الفلسطیني | 1991                                                                                                | |
| Panamá                          | | Partido do Povo do Panamá Espanhol: Partido del Pueblo de Panamá, PPP | 1930                                                                                                | - |
| Panamá                          | | 29 de novembro Movimento de Libertação Nacional Espanhol: Movimiento de Liberación Nacional 29 de noviembre, MLN-29 | 1970                                                                                                | - |
| Panamá                          | | Partido Comunista (Marxista-Leninista) do Panamá Espanhol: Partido Comunista (marxista-leninista) de Panamá, PC(ml)P | 1980                                                                                                | - |
| Papua-Nova Guiné                | Atualmente não existe nenhum partido comunista na Papua-Nova Guiné.                                                            | Atualmente não existe nenhum partido comunista na Papua-Nova Guiné. | Atualmente não existe nenhum partido comunista na Papua-Nova Guiné.                                 | Atualmente não existe nenhum partido comunista na Papua-Nova Guiné.                                                                                        |
| Paraguai                        | | Partido Comunista Paraguaio Espanhol: Partido Comunista Paraguayo, PCP | 1928                                                                                                | - |
| Paraguai                        | | Partido Comunista Paraguaio (independente) Espanhol: Partido Comunista Paraguayo (independiente), PCP(i) | 1967                                                                                                | Legalizado em 1989. |
| Paraguai                        | | Partido Pátria Livre Espanhol: Partido Patria Libre, PPL | 1990                                                                                                | - |
| Peru                            | | Partido Comunista Peruano Espanhol: Partido Comunista Peruano, PCP | 1928                                                                                                | - |
| Peru                            | | Partido Comunista Peruano (Marxista-Leninista) Espanhol: Partido Comunista Peruano (Marxista–Leninista), PCP (ML) | 1964                                                                                                | - |
| Peru                            | | Partido Comunista do Peru Espanhol: Partido Comunista del Perú, PCP-SL | 1969                                                                                                | Também conhecido como Sendero Luminoso. |
| Peru                            | | Partido Comunista do Peru – Pátria Vermelha Espanhol: Partido Comunista del Perú – Patria Roja, PCP-PR | 1970                                                                                                | - |
| Peru                            | | Peru Livre Espanhol: Perú Libre, PL | 2008                                                                                                | - |
| Polónia                         | | Partido Comunista Polaco Polaco: Komunistyczna Partia Polski, KPP | 2002                                                                                                | - |
| Portugal                        | | Partido Comunista Português, PCP | 1921                                                                                                | Registado em 1974. |
| Portugal                        | | Partido Comunista dos Trabalhadores Portugueses, PCTP/MRPP | 1970                                                                                                | Registado em 1975. |
| Portugal                        | | União Marxista-Leninista Portuguesa, UMLP | 2020                                                                                                | Movimento, membro da ICOR. |
| Porto Rico                      | | Partido Revolucionário dos Trabalhadores de Porto Rico Espanhol: Partido Revolucionario de los Trabajadores Puertorriqueños, PRTP                                                                                       | 1976                                                                                                | - |
| Porto Rico                      | | Partido Comunista de Porto Rico Espanhol: Partido Comunista de Puerto Rico, PCPR | 2010                                                                                                | - |
| Quênia                          | | Partido Comunista do Quênia Inglês: Communist Party of Kenya, CPK | 1992                                                                                                | - |
| Quirguistão                     | | Partido dos Comunistas do Quirguistão Quirguiz: Кыргызстан Коммунисттеринин Партиясы/Партия Коммунистов Киргизии, ПКК                                                                                                   | 1992                                                                                                | Integrante da União dos Partidos Comunistas – Partido Comunista da União Soviética fundada em 1993.                                                        |
| Quirguistão                     | Partido Comunista do Quirguistão Quirguiz: Кыргызстан Коммунисттик партиясы/Коммунистическая Партия Киргизстана, КПК           | 1999 | Integrante do Partido Comunista da União Soviética fundado em 2001.                                 | |
| RASD                            | Atualmente não existe nenhum partido comunista na R.A.S.D.                                                                     | Atualmente não existe nenhum partido comunista na R.A.S.D. | Atualmente não existe nenhum partido comunista na R.A.S.D.                                          | Atualmente não existe nenhum partido comunista na R.A.S.D.                                                                                                 |
| Reino Unido                     | | Partido Comunista Internacional | 1943                                                                                                | - |
| Reino Unido                     | | Partido Comunista da Grã-Bretanha (Marxista-Leninista) Inglês: Communist Party of Britain (Marxist–Leninist), CPB-ML | 1968                                                                                                | - |
| Reino Unido                     | | Grupo Comunista Revolucionário Inglês: Revolutionary Communist Group, RCG | 1974                                                                                                | - |
| Reino Unido                     | | Novo Partido Comunista da Grã-Bretanha Inglês: New Communist Party of Britain, NCP | 1977                                                                                                | - |
| Reino Unido                     | | Partido Comunista Revolucionário da Grã-Bretanha (Marxista-Leninista) Inglês: Revolutionary Communist Party of Britain (Marxist–Leninist), CPE (ML)                                                                     | 1979                                                                                                | - |
| Reino Unido                     | | Partido Comunista da Grã-Bretanha Inglês: Communist Party of Britain, CPB | 1988                                                                                                | - |
| Reino Unido                     | | Liga Comunista Inglês: Communist League, CL | 1988                                                                                                | - |
| Reino Unido                     | | Partido Comunista da Grã-Bretanha (Comitê Central Provisório) Inglês: Communist Party of Great Britain (Provisional Central Committee), CPGB (PCC)                                                                      | 1991                                                                                                | - |
| Reino Unido                     | | Partido Comunista da Grã-Bretanha (Marxista-Leninista) Inglês: Communist Party of Great Britain (Marxist–Leninist), CPGB-ML                                                                                             | 2004                                                                                                | - |
| Reino Unido                     | | Aliança do Partido Comunista Inglês: Communist Party Alliance, CPA | ?                                                                                                   | - |
| Reino Unido                     | | Contra-ataque Vermelho | ?                                                                                                   | - |
| República Centro-Africana       | Atualmente não existe nenhum partido comunista na R.C.A.                                                                       | Atualmente não existe nenhum partido comunista na R.C.A. | Atualmente não existe nenhum partido comunista na R.C.A.                                            | Atualmente não existe nenhum partido comunista na R.C.A.                                                                                                   |
| República Dominicana            | | Movimento Popular Dominicano Espanhol: Movimiento Popular Dominicano, MPD | 1956                                                                                                | Não registado. |
| República Dominicana            | | Partido Comunista da República Dominicana Espanhol: Partido Comunista de la República Dominicana, PCRD | 1996                                                                                                | Não registado. |
| República Dominicana            | | Força da Revolução Espanhol: Fuerza de la Revolución, FR | 1996                                                                                                | Não registado. |
| Reunião                         | | Partido Comunista Reunionês Francês: Parti Communiste Réunionnais, PCR | 1959                                                                                                | - |
| Roménia                         | | Partido Socialista Romeno Romeno: Partidul Socialist Român, PSR | 2003                                                                                                | - |
| Roménia                         | | Partido Comunitário da Romênia Romeno: Partidul Comunitar din România, PCDR | 2010                                                                                                | Registado em 2015. |
| Ruanda                          | Atualmente não existe nenhum partido comunista na Ruanda.                                                                      | Atualmente não existe nenhum partido comunista na Ruanda. | Atualmente não existe nenhum partido comunista na Ruanda.                                           | Atualmente não existe nenhum partido comunista na Ruanda.                                                                                                  |
| Rússia                          | | União dos Comunistas Russo: Всесоюзная партия «Союз коммунистов», СК | 1991                                                                                                | Registado em 1992. |
| Rússia                          | | Rússia Trabalhista Russo: Трудовая Россия, ТР | 1991                                                                                                | Não registado. |
| Rússia                          | | Partido Comunista da União Soviética Russo: Коммунистическая Партия Советского Союза, КПСС | 1992                                                                                                | Não registado. |
| Rússia                          | | Partido Comunista da Federação Russa Russo: Коммунистическая Партия Российской Федерации, КПРФ | 1993                                                                                                | Integrante da União dos Partidos Comunistas – Partido Comunista da União Soviética fundada em 1993.                                                        |
| Rússia                          | | Partido Revolucionário dos Trabalhadores Russo: Революционная рабочая партия, РРП | 1999                                                                                                | Não registado. |
| Rússia                          | | Partido Maoista Russo Russo: Российская маоистская партия, РМП | 2000                                                                                                | Não registado. |
| Rússia                          | | Partido Comunista Russo dos Trabalhadores do Partido Comunista da União Soviética Russo: РКРП-КПСС | 2001                                                                                                | - Não registado. - Integrante do Partido Comunista da União Soviética fundado em 2001.                                                                     |
| Rússia                          | | Frente de Esquerda Russo: Левый фронт, Лф | 2008                                                                                                | - |
| Rússia                          | | Comunistas da Rússia Russo: Коммунисты России, РПСС | 2009                                                                                                | Registado em 2012. |
| Rússia                          | | Frente Trabalhista Russa Russo: Российский трудовой фронт, РТФ | 2010                                                                                                | Deixou de estar registado em 2020. |
| Rússia                          | | Movimento Socialista Russo Russo: Российское социалистическое движение, Рсд | 2011                                                                                                | Não registado. |
| Rússia                          | | Partido Comunista Unido Russo: Объединённая коммунистическая партия, ОКП | 2014                                                                                                | Não registado. |
| Rússia                          | | Alternativa Socialista Russo: Социалистическая альтернатива, СА | 2016                                                                                                | Não registado. |
| Rússia                          | | Organização de Combate dos Anarco-Comunistas Russo: Боевая организация анархо-коммунистов, Боак | 2018                                                                                                | Não registado. |
| Rússia                          | | Por um Novo Socialismo Russo: Общественное движение «За новый социализм», Знс | 2019                                                                                                | Não registado. |
| Rússia                          | | União dos Marxistas Russo: Союз марксистов, См | 2019                                                                                                | Não registado. |
| Rússia                          | | Organização dos Comunistas Internacionalistas Russo: Организация Коммунистов Интернационалистов, КИ | 2023                                                                                                | Não registado. |
| Rússia                          | | Um Mundo Justo Russo: Справедливый мир, См | 2024                                                                                                | Não registado. |
| Ilhas Salomão                   | Atualmente não existe nenhum partido comunista nas Ilhas Salomão.                                                              | Atualmente não existe nenhum partido comunista nas Ilhas Salomão. | Atualmente não existe nenhum partido comunista nas Ilhas Salomão.                                   | Atualmente não existe nenhum partido comunista nas Ilhas Salomão.                                                                                          |
| San Marino                      | Atualmente não existe nenhum partido comunista em São Marino.                                                                  | Atualmente não existe nenhum partido comunista em São Marino. | Atualmente não existe nenhum partido comunista em São Marino.                                       | Atualmente não existe nenhum partido comunista em São Marino.                                                                                              |
| São Cristóvão e Neves           | Atualmente não existe nenhum partido comunista em São Cristóvão e Neves.                                                       | Atualmente não existe nenhum partido comunista em São Cristóvão e Neves. | Atualmente não existe nenhum partido comunista em São Cristóvão e Neves.                            | Atualmente não existe nenhum partido comunista em São Cristóvão e Neves.                                                                                   |
| Santa Lúcia                     | Atualmente não existe nenhum partido comunista em Santa Lúcia.                                                                 | Atualmente não existe nenhum partido comunista em Santa Lúcia. | Atualmente não existe nenhum partido comunista em Santa Lúcia.                                      | Atualmente não existe nenhum partido comunista em Santa Lúcia.                                                                                             |
| São Tomé e Príncipe             | Atualmente não existe nenhum partido comunista em São Tomé e Príncipe.                                                         | Atualmente não existe nenhum partido comunista em São Tomé e Príncipe. | Atualmente não existe nenhum partido comunista em São Tomé e Príncipe.                              | Atualmente não existe nenhum partido comunista em São Tomé e Príncipe.                                                                                     |
| São Vicente e Granadinas        | Atualmente não existe nenhum partido comunista em São Vicente e Granadinas.                                                    | Atualmente não existe nenhum partido comunista em São Vicente e Granadinas. | Atualmente não existe nenhum partido comunista em São Vicente e Granadinas.                         | Atualmente não existe nenhum partido comunista em São Vicente e Granadinas.                                                                                |
| Samoa                           | Atualmente não existe nenhum partido comunista na Samoa.                                                                       | Atualmente não existe nenhum partido comunista na Samoa. | Atualmente não existe nenhum partido comunista na Samoa.                                            | Atualmente não existe nenhum partido comunista na Samoa.                                                                                                   |
| Senegal                         | Atualmente não existe nenhum partido comunista no Senegal.                                                                     | Atualmente não existe nenhum partido comunista no Senegal. | Atualmente não existe nenhum partido comunista no Senegal.                                          | Atualmente não existe nenhum partido comunista no Senegal.                                                                                                 |
| Sérvia                          | | Partido do Trabalho Sérvio: Партија рада, ПР | 1992                                                                                                | - |
| Sérvia                          | | Novo Partido Comunista da Jugoslávia Sérvio: Нова комунистичка партија Југославије, НKПЈ | 2010                                                                                                | - |
| Serra Leoa                      | Atualmente não existe nenhum partido comunista em Serra Leoa.                                                                  | Atualmente não existe nenhum partido comunista em Serra Leoa. | Atualmente não existe nenhum partido comunista em Serra Leoa.                                       | Atualmente não existe nenhum partido comunista em Serra Leoa.                                                                                              |
| Seicheles                       | Atualmente não existe nenhum partido comunista em Seicheles.                                                                   | Atualmente não existe nenhum partido comunista em Seicheles. | Atualmente não existe nenhum partido comunista em Seicheles.                                        | Atualmente não existe nenhum partido comunista em Seicheles.                                                                                               |
| Singapura                       | Atualmente não existe nenhum partido comunista em Singapura.                                                                   | Atualmente não existe nenhum partido comunista em Singapura. | Atualmente não existe nenhum partido comunista em Singapura.                                        | Atualmente não existe nenhum partido comunista em Singapura.                                                                                               |
| Síria                           | | Partido Trabalhista Comunista Árabe: حزب العمل الشيوعي | 1976                                                                                                | - |
| Síria                           | | Partido Comunista Sírio (Bakdash) Árabe: الحزب الشيوعي السوري | 1986                                                                                                | - |
| Síria                           | | Partido Comunista Sírio (Unificado) Árabe: الحزب الشيوعي السوري (الموحد) | 1986                                                                                                | - |
| Síria                           | | Partido da Vontade do Povo Árabe: حزب الإرادة الشعبية | 2012                                                                                                | - |
| Somalilândia                    | Atualmente não existe nenhum partido comunista na Somalilândia.                                                                | Atualmente não existe nenhum partido comunista na Somalilândia. | Atualmente não existe nenhum partido comunista na Somalilândia.                                     | Atualmente não existe nenhum partido comunista na Somalilândia.                                                                                            |
| Somália                         | Atualmente não existe nenhum partido comunista na Somália.                                                                     | Atualmente não existe nenhum partido comunista na Somália. | Atualmente não existe nenhum partido comunista na Somália.                                          | Atualmente não existe nenhum partido comunista na Somália.                                                                                                 |
| Sri Lanka                       | | Partido Lanka Sama Samaja Cingalês: ලංකා සම සමාජ පක්ෂය Tâmil: லங்கா சமசமாஜக் கட்சி | 1935                                                                                                | - |
| Sri Lanka                       | | Partido Comunista de Sri Lanka Cingalês: ශ්‍රී ලංකාවේ කොමියුනිස්ට් පක්ෂය Tâmil: இலங்கை கம்யூனிஸ்ட் கட்சி | 1943                                                                                                | - |
| Sri Lanka                       | | Janatha Vimukthi Peramuna Cingalês: ජනතා විමුක්ති පෙරමුණ Tâmil: மக்கள் விடுதலை முன்னணி | 1965                                                                                                | - |
| Sri Lanka                       | | Partido Comunista do Ceilão (Maoísta) Cingalês: ලංකා කොමියුනිස්ට් පක්ෂය (මාඕවාදී) Tâmil: சிலோன் கம்யூனிஸ்ட் கட்சி (மாவோயிஸ்ட்) | 1964                                                                                                | - |
| Sri Lanka                       | | Partido Socialista pela Igualdade Cingalês: සමාජවාදී සමානතා පක්ෂය Tâmil: சோசலிச சமத்துவக் கட்சி | 1964                                                                                                | - |
| Sri Lanka                       | | Novo Partido Democrático Marxista-Leninista Cingalês: නව-ප්‍රජාතන්ත්‍රවාදී මාක්ස්-ලෙනින්වාදී පක්ෂය Tâmil: புதிய-ஜனநாயக மார்க்சிச-லெனினிச கட்சி | 1978                                                                                                | - |
| Sri Lanka                       | | Partido Socialista Unido Cingalês: එක්සත් සමාජවාදි පකෂය Tâmil: ஐக்கிய சோசலிச கட்சி | 2006                                                                                                | - |
| Sri Lanka                       | | Partido Socialista do Sri Lanka Cingalês: ශ්‍රී ලංකා සමාජවාදී පක්ෂය Tâmil: இலங்கை சோசலிச கட்சி | 2006                                                                                                | - |
| Sri Lanka                       | | Partido Socialista da Linha de Frente Cingalês: පෙරටුගාමී සමාජවාදී පක්ෂය Tâmil: முன்னிலை சோசலிசக் கட்சி | 2012                                                                                                | - |
| Sudão                           | | Partido Comunista Sudanês Árabe: الحزب الشيوعي السوداني | 1946                                                                                                | - |
| Sudão do Sul                    | | Partido Comunista do Sudão do Sul Árabe: حزب الشيوعي جنوب السودان | 2011                                                                                                | - |
| Suécia                          | | Partido Comunista Sueco: Kommunistiska partiet, KP | 1970                                                                                                | - |
| Suécia                          | | Partido Comunista da Suécia Sueco: Sveriges Kommunistiska Parti, SKP | 1977                                                                                                | Membro da Ação Comunista Europeia. |
| Suíça                           | | Partido Suíço do Trabalho Alemão: Partei der Arbeit der Schweiz, PdA Francês: Parti Suisse du Travail – Parti Ouvrier et Populaire, PST-POP Italiano: Partito Svizzero del Lavoro – Partito Operaio e Popolare, PdL-POP | 1944                                                                                                | - |
| Suíça                           | | Partido Comunista Italiano: Partito Comunista, PC | 2014                                                                                                | - |
| Suriname                        | Atualmente não existe nenhum partido comunista no Suriname.                                                                    | Atualmente não existe nenhum partido comunista no Suriname. | Atualmente não existe nenhum partido comunista no Suriname.                                         | Atualmente não existe nenhum partido comunista no Suriname.                                                                                                |
| Taiwan                          | | Partido Comunista do Povo de Taiwan Mandarim: 臺灣人民共產黨 | 2017                                                                                                | - |
| Tajiquistão                     | | Partido Comunista do Tajiquistão Tajique: Ҳизби Коммунистии Тоҷикистон, ҲКТ Russo: Коммунистическая партия Таджикистана, КпТ                                                                                            | 1924                                                                                                | Integrante da União dos Partidos Comunistas – Partido Comunista da União Soviética fundada em 1993.                                                        |
| Tailândia                       | Atualmente não existe nenhum partido comunista na Tailândia.                                                                   | Atualmente não existe nenhum partido comunista na Tailândia. | Atualmente não existe nenhum partido comunista na Tailândia.                                        | Atualmente não existe nenhum partido comunista na Tailândia.                                                                                               |
| Tanzânia                        | Atualmente não existe nenhum partido comunista na Tanzânia.                                                                    | Atualmente não existe nenhum partido comunista na Tanzânia. | Atualmente não existe nenhum partido comunista na Tanzânia.                                         | Atualmente não existe nenhum partido comunista na Tanzânia.                                                                                                |
| Timor-Leste                     | | Partido Socialista de Timor, PST | 1997                                                                                                | - |
| Togo                            | | Partido Comunista do Togo Francês: Parti communiste du Togo, PCT | 1980                                                                                                | - |
| Tonga                           | Atualmente não existe nenhum partido comunista em Tonga.                                                                       | Atualmente não existe nenhum partido comunista em Tonga. | Atualmente não existe nenhum partido comunista em Tonga.                                            | Atualmente não existe nenhum partido comunista em Tonga.                                                                                                   |
| Transnístria                    | | Partido Comunista Transnístrio Russo: Приднестровская коммунистическая партия, ПКП | 2003                                                                                                | Integrante da União dos Partidos Comunistas – Partido Comunista da União Soviética fundada em 1993.                                                        |
| Trinidad e Tobago               | Atualmente não existe nenhum partido comunista em Trindade e Tobago.                                                           | Atualmente não existe nenhum partido comunista em Trindade e Tobago. | Atualmente não existe nenhum partido comunista em Trindade e Tobago.                                | Atualmente não existe nenhum partido comunista em Trindade e Tobago.                                                                                       |
| Tunísia                         | | Partido Unificado dos Patriotas Democráticos Árabe: حزب الوطنيين الديمقراطيين الموحد | 1982                                                                                                | - |
| Tunísia                         | | Partido dos Trabalhadores Árabe: حزب العمال Francês: Parti des travailleurs, PT | 1986                                                                                                | - |
| Turquemenistão                  | | Partido Comunista do Turquemenistão Turquemeno: Türkmenistanyň Kommunistik Partiýasy, TKP | 1998                                                                                                | - Banido em 2002. - Integrante da União dos Partidos Comunistas – Partido Comunista da União Soviética fundada em 1993.                                    |
| Turquia                         | | Partido Comunista da Turquia/Marxista-Leninista Turco: Türkiye Komünist Partisi/Marksist-Leninist, TKP/ML | 1972                                                                                                | Banido. |
| Turquia                         | | Partido Comunista da Turquia (Voz dos Trabalhadores) Turco: Türkiye Komünist Partisi | 1978                                                                                                | Banido. |
| Turquia                         | | Partido Comunista Revolucionário da Turquia Turco: Türkiye Devrimci Komünist Partisi, TDKP | 1980                                                                                                | Banido. |
| Turquia                         | | Partido Bolchevique (Curdistão do Norte – Turquia) Turco: Bolşevik Parti (Kuzey Kürdistan-Türkiye), BP(KK-T) | 1981                                                                                                | Banido. |
| Turquia                         | | Partido Comunista do Curdistão Curdo: Partiya Komunistê Kurdistan, PKK Turco: Kürdistan Komünist Partisi, KKP | 1982                                                                                                | Banido. |
| Turquia                         | | Partido Comunista da Turquia /Marxista-Leninista (Centro do Partido Maoista) Turco: Türkiye Komünist Partisi/Marksist-Leninist (Maoist Parti Merkezi), TKP/ML (MPM)                                                     | 1987                                                                                                | Banido. |
| Turquia                         | | Partido Trabalhista Comunista da Turquia/Leninista Turco: Türkiye Komünist Emek Partisi/Leninist, TKEP/L | 1990                                                                                                | Banido. |
| Turquia                         | | Partido Comunista da Turquia Turco: Türkiye Komünist Partisi, TKP | 1993                                                                                                | - |
| Turquia                         | | Partido Comunista Marxista-Leninista Turco: Marksist-Leninist Komünist Partisi, MLKP | 1994                                                                                                | Banido. |
| Turquia                         | | Partido Comunista Maoista Turco: Maoist Komünist Partisi, MKP | 1994                                                                                                | Banido. |
| Turquia                         | | Partido Revolucionário de Libertação Popular/Frente Turco: Devrimci Halk Kurtuluş Partisi-Cephesi, DHKP-C | 1994                                                                                                | Banido. |
| Turquia                         | | Partido Trabalhista Turco: Emek Partisi, EMEP | 1996                                                                                                | |
| Turquia                         | | Partido Comunista dos Trabalhadores da Turquia Turco: Türkiye Komünist İşçi Partisi, TKİP | 1998                                                                                                | Banido. |
| Turquia                         | | Movimento da Revolução Comunista/Leninista Turco: Komünist Devrim Hareketi/Leninist, KDH/L | 1999                                                                                                | Banido. |
| Turquia                         | | Partido dos Trabalhadores da Turquia Turco: Türkiye İşçi Partisi, TİP | 2017                                                                                                | - |
| Tuvalu                          | Atualmente não existe nenhum partido comunista em Tuvalu.                                                                      | Atualmente não existe nenhum partido comunista em Tuvalu. | Atualmente não existe nenhum partido comunista em Tuvalu.                                           | Atualmente não existe nenhum partido comunista em Tuvalu.                                                                                                  |
| Ucrânia                         | | União dos Comunistas da Ucrânia Ucraniano: Союз комуністів України, СКУ Russo: Союз коммунистов Украины, СКУ | 1992                                                                                                | - Banido em 2015. - Integrante da União dos Partidos Comunistas – Partido Comunista da União Soviética fundada em 1993.                                    |
| Ucrânia                         | | Partido Comunista da Ucrânia Ucraniano: Комуністична партія України, КПУ Russo: Коммунистическая партия Украины, КПУ | 1993                                                                                                | Banido em 2015. |
| Ucrânia                         | | Partido Comunista da Ucrânia (Renovado) Ucraniano: Комуністична партія України (оновлена), КПУ(o) | 2000                                                                                                | Banido em 2015. |
| Ucrânia                         | | Partido Comunista dos Trabalhadores e Camponeses Ucraniano: Комуністична партія робітників і селян, КПPC | 2001                                                                                                | Banido em 2015. |
| Ucrânia                         | | Borotba Ucraniano: Боротьба | 2011                                                                                                | Banido em 2015. |
| Ucrânia                         | | Partido dos Trabalhadores da Ucrânia (Marxista-Leninista) Ucraniano: Робітнича партія України (марксистсько-ленінська), РпУ(мл)                                                                                         | 2012                                                                                                | Banido em 2015. |
| Uganda                          | Atualmente não existe nenhum partido comunista na Uganda.                                                                      | Atualmente não existe nenhum partido comunista na Uganda. | Atualmente não existe nenhum partido comunista na Uganda.                                           | Atualmente não existe nenhum partido comunista na Uganda.                                                                                                  |
| Uruguai                         | | Partido Comunista do Uruguai Espanhol: Partido Comunista del Uruguay, PCU | 1920                                                                                                | - |
| Uruguai                         | | Partido Comunista Revolucionário do Uruguai Espanhol: Partido Comunista Revolucionario, PCR | 1972                                                                                                | - |
| Uruguai                         | | Partido Pela Vitória do Povo Espanhol: Partido por la Victoria del Pueblo, PVP | 1975                                                                                                | - |
| Uruguai                         | | Movimento de Participação Popular Espanhol: Movimiento de Participación Popular, MPP | 1989                                                                                                | - |
| Uzbequistão                     | | Partido Comunista do Uzbequistão Uzbeque: Ўзбекистон коммунистик партияси, Ўкп Russo: Коммунистическая партия Узбекистана, КпУ                                                                                          | 1994                                                                                                | - Banido em 1994. - Integrante da União dos Partidos Comunistas – Partido Comunista da União Soviética fundada em 1993.                                    |
| Vanuatu                         | Atualmente não existe nenhum partido comunista em Vanuatu.                                                                     | Atualmente não existe nenhum partido comunista em Vanuatu. | Atualmente não existe nenhum partido comunista em Vanuatu.                                          | Atualmente não existe nenhum partido comunista em Vanuatu.                                                                                                 |
| Venezuela                       | | Partido Comunista da Venezuela Espanhol: Partido Comunista de Venezuela, PCV | 1931                                                                                                | - |
| Venezuela                       | | Partido da Bandeira Vermelha Espanhol: Partido Bandera Roja, BR | 1970                                                                                                | - |
| Venezuela                       | | Movimento Revolucionário Tupamaro Espanhol: Movimiento Revolucionario Tupamaro, MRT | 1992                                                                                                | - |
| Venezuela                       | | Correntes Revolucionárias Venezuelanas Espanhol: Corrientes Revolucionarias Venezolanas, CRV | 2000                                                                                                | - |
| Venezuela                       | | Unidade Popular Venezuelana Espanhol: Unidad Popular Venezolana, UPV | 2004                                                                                                | - |
| Venezuela                       | | Partido Comunista Marxista-Leninista da Venezuela Espanhol: Partido Comunista Marxista Leninista de Venezuela, PCMLV | 2009                                                                                                | - |
| Vietname                        | | Partido Comunista do Vietnã Vietnamita: Đảng Cộng sản Việt Nam | 1930                                                                                                | Partido no poder. |
| Zâmbia                          | Atualmente não existe nenhum partido comunista na Zâmbia.                                                                      | Atualmente não existe nenhum partido comunista na Zâmbia. | Atualmente não existe nenhum partido comunista na Zâmbia.                                           | Atualmente não existe nenhum partido comunista na Zâmbia.                                                                                                  |
| Zimbabwe                        | Atualmente não existe nenhum partido comunista em Zimbabué.                                                                    | Atualmente não existe nenhum partido comunista em Zimbabué. | Atualmente não existe nenhum partido comunista em Zimbabué.                                         | Atualmente não existe nenhum partido comunista em Zimbabué.                                                                                                |

## Partidos comunistas extintos por país
| País                            | Partido | Partido | Fundação | Dissolução | Notas |
| País                            | Emblema | Nome | Fundação | Dissolução | Notas |
| ------------------------------- | ------- | --- | -------- | ---------- | --- |
| Abecásia                        |         | |          |            | |
| Afeganistão                     |         | Partido Democrático do Povo do Afeganistão Pastó: د افغانستان د خلق دموکراټیک ګوند Dari: حزب دموکراتيک خلق افغانستان                       | 1965     | 1992       | - Partido que governou a República Democrática do Afeganistão até 1992. |
| África do Sul                   |         | |          |            | |
| Albânia                         |         | Partido do Trabalho da Albânia Albanês: Partia e Punës e Shqipërisë, PKSh                                                                  | 1941     | 1991       | - Partido que governou a República Popular Socialista da Albânia entre 1945 e 1991. |
| Alemanha                        |         | Partido Comunista da Alemanha Alemão: Kommunistische Partei Deutschlands, KPD                                                              | 1919     | 1946/1956  | - Precedido pela Liga Espartaquista. - Ilegalizado em 1933 pelos Nazistas. - Unificado ao Partido Socialista Unificado da Alemanha em 1946 na República Democrática Alemã. - Sucedido pelo Partido Comunista Alemão na República Federal da Alemanha. |
| Alemanha                        |         | Partido Comunista da Alemanha/Marxistas-Leninistas Alemão: Kommunistische Partei Deutschlands/Marxisten-Leninisten, KPD/ML                 | 1968     | 1986       | - Foi um partido clandestino. |
| Alemanha                        |         | Partido Comunista da Alemanha (Amanhecer Vermelho) Alemão: Kommunistische Partei Deutschlands – Roter Morgen, KPD-RM                       | 1985     | 2011       | - Fisão do Partido Comunista da Alemanha/Marxistas-Leninistas. |
| Alemanha Oriental               |         | Partido Socialista Unificado da Alemanha Alemão: Sozialistische Einheitspartei Deutschlands, SED                                           | 1946     | 1989       | - União entre o Partido Social-Democrata da Alemanha e Partido Comunista da Alemanha. - Partido que governou a República Democrática Alemã entre 1946 e 1989. - Sucedido pelo Partido do Socialismo Democrático.                                      |
| Argélia                         |         | |          |            | |
| Angola                          |         | |          |            | |
| Antígua e Barbuda               |         | |          |            | |
| Arábia Saudita                  |         | |          |            | |
| Argentina                       |         | |          |            | |
| Armênia                         |         | |          |            | |
| Artsaque                        |         | |          |            | |
| Austrália                       |         | Partido Comunista da Austrália Inglês: Communist Party of Australia, CPA                                                                   | 1920     | 1991       | - Banido em 1940. - Legalizado em 1942. - Demominado por Partido Comunista Australiano entre 1944 e 1951. |
| Áustria                         |         | |          |            | |
| Azerbaijão                      |         | |          |            | |
| Bahamas                         |         | |          |            | |
| Barém                           |         | |          |            | |
| Bangladesh                      |         | |          |            | |
| Barbados                        |         | |          |            | |
| Bélgica                         |         | |          |            | |
| Belize                          |         | |          |            | |
| Benim                           |         | |          |            | |
| Bielorrússia                    |         | |          |            | |
| Bolívia                         |         | |          |            | |
| Bósnia e Herzegovina            |         | |          |            | |
| Botswana                        |         | |          |            | |
| Brasil                          |         | |          |            | |
| Brunei                          |         | |          |            | |
| Bulgária                        |         | Partido Social-Democrata dos Trabalhadores da Bulgária (Socialistas Estreitos) Búlgaro: Българска работническа социалдемократическа партия | 1903     | 1919       | - Sucedido pelo Partido Comunista Búlgaro. |
| Bulgária                        |         | Partido Comunista Búlgaro Búlgaro: Българска комунистическа партия, БΚП                                                                    | 1919     | 1990       | - Precedido pelo Partido Social-Democrata dos Trabalhadores da Bulgária (Socialistas Estreitos). - Partido que governou a República Popular da Bulgária entre 1946 e 1990. - Sucedido pelo Partido Socialista Búlgaro.                                |
| Burquina Fasso                  |         | |          |            | |
| Burundi                         |         | |          |            | |
| Butão                           |         | |          |            | |
| Cabo Verde                      |         | |          |            | |
| Camarões                        |         | |          |            | |
| Camboja                         |         | Partido Comunista do Kampuchea Khmer: បក្សកុម្មុយនីស្តកម្ពុជា                                                                                       | 1951     | 1981       | - Partido que governou o Kampuchea Democrático entre 1975 e 1979. - Derrubado pelo Partido Revolucionário do Povo do Kampuchea apoiado pela URSS. |
| Canadá                          |         | |          |            | |
| Catar                           |         | |          |            | |
| Cazaquistão                     |         | |          |            | |
| Chade                           |         | |          |            | |
| Chéquia                         |         | Partido Comunista da Checoeslováquia Checo e Eslováco: Komunistická strana Československa, KSČ                                             | 1921     | 1992       | - Partido que governou a República Socialista da Checoslováquia entre 1948 e 1990. - Sucedido pelo Partido Comunista da Boêmia e Morávia na Chéquia. - Sucedido pelo Partido da Esquerda Democrática na Eslováquia.                                   |
| Tchecoslováquia                 |         | |          |            | |
| China                           |         | |          |            | |
| Chile                           |         | |          |            | |
| Chipre                          |         | |          |            | |
| Chipre do Norte                 |         | |          |            | |
| Colômbia                        |         | |          |            | |
| Comores                         |         | |          |            | |
| República Democrática do Congo  |         | |          |            | |
| Congo-Brazzaville               |         | |          |            | |
| Coreia do Norte                 |         | |          |            | |
| Coreia do Sul                   |         | |          |            | |
| Costa do Marfim                 |         | |          |            | |
| Costa Rica                      |         | |          |            | |
| Croácia                         |         | |          |            | |
| Cuba                            |         | |          |            | |
| Dinamarca                       |         | |          |            | |
| Djibuti                         |         | |          |            | |
| Dominica                        |         | |          |            | |
| Equador                         |         | |          |            | |
| Egito                           |         | |          |            | |
| Emirados Árabes Unidos          |         | |          |            | |
| El Salvador                     |         | |          |            | |
| Eritreia                        |         | |          |            | |
| Eslováquia                      |         | |          |            | |
| Eslovênia                       |         | |          |            | |
| Espanha                         |         | |          |            | |
| Estados Unidos                  |         | |          |            | |
| Estónia                         |         | |          |            | |
| Essuatíni                       |         | |          |            | |
| Etiópia                         |         | |          |            | |
| Fiji                            |         | |          |            | |
| Filipinas                       |         | |          |            | |
| Finlândia                       |         | Partido Comunista da Finlândia Finlandês:Suomen Kommunistinen Puolue, SKP                                                                  | 1918     | 1992       | - Legalizado em 1944. |
| França                          |         | |          |            | |
| Gabão                           |         | |          |            | |
| Gâmbia                          |         | |          |            | |
| Gana                            |         | |          |            | |
| Geórgia                         |         | |          |            | |
| Granada                         |         | |          |            | |
| Grécia                          |         | |          |            | |
| Guadalupe                       |         | |          |            | |
| Guatemala                       |         | |          |            | |
| Guiana                          |         | |          |            | |
| Guiné                           |         | |          |            | |
| Guiné-Bissau                    |         | |          |            | |
| Guiné Equatorial                |         | |          |            | |
| Haiti                           |         | |          |            | |
| Honduras                        |         | |          |            | |
| Hungria                         |         | Partido Comunista Húngaro Húngaro: Magyar Kommunista Párt, MKP                                                                             | 1918     | 1948       | |
| Hungria                         |         | Partido dos Trabalhadores Húngaros Húngaro: Magyar Dolgozók Pártja, MDP                                                                    | 1948     | 1956       | - Partido que governou a República da Hungria e República Popular da Hungria entre 1948 e 1956. |
| Hungria                         |         | Partido Socialista Operário Húngaro Húngaro: Magyar Szocialista Munkáspárt, MSzMP                                                          | 1956     | 1989       | - Partido que governou a República Popular da Hungria entre 1956 e 1989. |
| Iêmen                           |         | |          |            | |
| Islândia                        |         | |          |            | |
| Índia                           |         | |          |            | |
| Indonésia                       |         | |          |            | |
| Irãoo                           |         | |          |            | |
| Iraque                          |         | |          |            | |
| Irlanda                         |         | |          |            | |
| Israel                          |         | |          |            | |
| Itália                          |         | Partido Comunista Italiano Italiano: Partito Comunista Italiano, PCI                                                                       | 1921     | 1991       | - Oficialmente sucedido pelo Partido Democrático da Esquerda. |
| Itália                          |         | Movimento dos Comunistas Unitários Italiano: Movimento dei Comunisti Unitari, MCU                                                          | 1995     | 1998       | - Fisão do Partido da Refundação Comunista. - Sucedido pelos Democratas de Esquerda. |
| Itália                          |         | Partido dos Comunistas Italianos Italiano: Partito dei Comunisti Italiani, PdCI                                                            | 1998     | 2014       | - Fisão do Partido da Refundação Comunista. - Sucedido pelo Partido Comunista de Itália. |
| Itália                          |         | Partido Comunista de Itália Italiano: Partito Comunista d'Italia, PCd'I                                                                    | 2014     | 2016       | - Precedido pelo Partido dos Comunistas Italianos. - Sucedido pelo Partido Comunista Italiano. |
| Iugoslávia                      |         | Liga dos Comunistas da Jugoslávia | 1919     | 1991       | - Denominado por Partido Comunista da Iugoslávia até 1952. - Partido que governou a República Socialista Federativa da Iugoslávia até 1991. |
| Jamaica                         |         | |          |            | |
| Japão                           |         | |          |            | |
| Jordânia                        |         | |          |            | |
| Kiribati                        |         | |          |            | |
| Kosovo                          |         | |          |            | |
| Kuwait                          |         | |          |            | |
| Laos                            |         | |          |            | |
| Lesoto                          |         | |          |            | |
| Letónia                         |         | |          |            | |
| Líbano                          |         | |          |            | |
| Libéria                         |         | |          |            | |
| Líbia                           |         | |          |            | |
| Liechtenstein                   |         | |          |            | |
| Lituânia                        |         | |          |            | |
| Luxemburgo                      |         | |          |            | |
| Macedônia do Norte              |         | |          |            | |
| Madagáscar                      |         | |          |            | |
| Malawi                          |         | |          |            | |
| Malásia                         |         | |          |            | |
| Maldivas                        |         | |          |            | |
| Malta                           |         | |          |            | |
| Marrocos                        |         | |          |            | |
| Martinica                       |         | |          |            | |
| Ilhas Marshall                  |         | |          |            | |
| Mauritânia                      |         | |          |            | |
| Ilhas Maurícias                 |         | |          |            | |
| Mali                            |         | |          |            | |
| México                          |         | Partido Comunista Mexicano Espanhol: Partido Comunista Mexicano, PCM                                                                       | 1917     | 1981       | - |
| Myanmar                         |         | |          |            | |
| Estados Federados da Micronésia |         | |          |            | |
| Moldávia                        |         | |          |            | |
| Mónaco                          |         | |          |            | |
| Mongólia                        |         | |          |            | |
| Montenegro                      |         | |          |            | |
| Moçambique                      |         | |          |            | |
| Namíbia                         |         | |          |            | |
| Nauru                           |         | |          |            | |
| Nepal                           |         | |          |            | |
| Nicarágua                       |         | |          |            | |
| Níger                           |         | |          |            | |
| Nigéria                         |         | |          |            | |
| Noruega                         |         | Partido Comunista dos Trabalhadores Norueguês: Arbeidernes Kommunistparti, AKP                                                             | 1973     | 2007       | - Unificado ao Partido Vermelho. |
| Nova Zelândia                   |         | Partido Comunista da Nova Zelândia Inglês: Communist Party of New Zealand, CPNZ                                                            | 1921     | 1994       | |
| Omã                             |         | |          |            | |
| Ossétia do Sul                  |         | |          |            | |
| Países Baixos                   |         | Partido Comunista do Países Baixos Neerlandês: Communistische Partij Nederland, CPN                                                        | 1909     | 1991       | - Fundado em 1909 como "Partido Social-Democrata". - Renomeado para "Partido Comunista da Holanda" em 1918. - Unificado ao partido Esquerda Verde. |
| Paquistão                       |         | |          |            | |
| Palau                           |         | |          |            | |
| Palestina                       |         | |          |            | |
| Panamá                          |         | |          |            | |
| Papua-Nova Guiné                |         | |          |            | |
| Paraguai                        |         | |          |            | |
| Peru                            |         | |          |            | |
| Polónia                         |         | Partido Comunista da Polónia Poláco: Komunistyczna Partia Polski, KPP                                                                      | 1918     | 1938       | |
| Polónia                         |         | Partido dos Trabalhadores Polacos Poláco: Polska Partia Robotnicza, PPR                                                                    | 1942     | 1948       | |
| Polónia                         |         | Partido Operário Unificado Polaco Poláco: Polska Zjednoczona Partia Robotnicza, PZPR                                                       | 1948     | 1990       | - Unificação do Partido dos Trabalhadores Polacos com o Partido Socialista Polaco. - Partido que governou a República Popular da Polónia até 1989. |
| Portugal                        |         | Partido Comunista de Portugal (marxista-leninista), PCP(m-l)                                                                               | 1970     | 1980s      | - Precedido pelo Comité Marxista-Leninista Português. |
| Portugal                        |         | Organização Comunista Marxista-Leninista Portuguesa, OCMLP                                                                                 | 1973     | 1988       | - Precedido pelo Comité Marxista-Leninista Português. - Registado em 1975 como Frente Eleitoral dos Comunistas (marxistas-leninistas). - Altera em 1976 o seu nome para Organização Comunista Marxista-Leninista Portuguesa.                          |
| Portugal                        |         | Partido Comunista Português (Reconstruído), PCP(R)                                                                                         | 1975     | 1992       | - Legalizado em 1981, com a denominação "Partido Comunista (Reconstruído)". |
| Portugal                        |         | Movimento de Esquerda Socialista, MES | 1975     | 1997       | |
| Porto Rico                      |         | |          |            | |
| Quênia                          |         | |          |            | |
| Quirguistão                     |         | |          |            | |
| RASD                            |         | |          |            | |
| Reino Unido                     |         | Partido Comunista da Grã-Bretanha Ingles: Communist Party of Great Britain, CPGB                                                           | 1920     | 1991       | - |
| República Centro-Africana       |         | |          |            | |
| República Dominicana            |         | |          |            | |
| Reunião                         |         | |          |            | |
| Roménia                         |         | Partido Comunista Romeno Romeno: Partidul Comunist Român, PCR                                                                              | 1921     | 1989       | - Partido que governou a República Socialista da Roménia até 1989. |
| Ruanda                          |         | |          |            | |
| Rússia                          |         | |          |            | |
| Ilhas Salomão                   |         | |          |            | |
| San Marino                      |         | Partido Comunista Samarinês Italiano: Partito Comunista Sammarinese, PCS                                                                   | 1921     | 1990       | - Fundado como uma secção do Partido Comunista Italiano. - Partido que governou San Marino em coligação com o Partido Socialista Samarinês entre 1945 e 1957. - Sucedido pelo Partido Democrático Progressista Samarinês.                             |
| San Marino                      |         | Refundação Comunista Sammarinesa Italiano: Rifondazione Comunista Sammarinese, RCS                                                         | 1992     | 2012       | - Unificado ao partido Esquerda Unida. |
| San Marino                      |         | Esquerda Unida Italiano: Sinistra Unita, SU                                                                                                | 2012     | 2017       | - Unificado ao partido Esquerda Democrática Socialista. |
| São Cristóvão e Neves           |         | |          |            | |
| Santa Lúcia                     |         | |          |            | |
| São Tomé e Príncipe             |         | |          |            | |
| São Vicente e Granadinas        |         | |          |            | |
| Samoa                           |         | |          |            | |
| Senegal                         |         | |          |            | |
| Sérvia                          |         | |          |            | |
| Serra Leoa                      |         | |          |            | |
| Seicheles                       |         | |          |            | |
| Singapura                       |         | |          |            | |
| Síria                           |         | |          |            | |
| Somalilândia                    |         | |          |            | |
| Somália                         |         | |          |            | |
| Sri Lanka                       |         | |          |            | |
| Sudão                           |         | |          |            | |
| Sudão do Sul                    |         | |          |            | |
| Suécia                          |         | |          |            | |
| Suíça                           |         | |          |            | |
| Suriname                        |         | |          |            | |
| Taiwan                          |         | |          |            | |
| Tajiquistão                     |         | |          |            | |
| Tailândia                       |         | |          |            | |
| Tanzânia                        |         | |          |            | |
| Timor-Leste                     |         | |          |            | |
| Togo                            |         | |          |            | |
| Tonga                           |         | |          |            | |
| Transnístria                    |         | |          |            | |
| Trinidad e Tobago               |         | |          |            | |
| Tunísia                         |         | |          |            | |
| Turquemenistão                  |         | |          |            | |
| Turquia                         |         | |          |            | |
| Tuvalu                          |         | |          |            | |
| Ucrânia                         |         | |          |            | |
| Uganda                          |         | |          |            | |
| Uruguai                         |         | |          |            | |
| União Soviética                 |         | Partido Comunista da União Soviética Russo: Коммунистическая партия Советского Союза, КПСС                                                 | 1912     | 1991       | - Denominação final desde 1918 até 1991. - Partido que governou a República Socialista Federativa Soviética Russa entre 1917 e 1922. - Partido que governou a União das Repúblicas Socialistas Soviéticas entre 1922 e 1991.                          |
| Uzbequistão                     |         | |          |            | |
| Vanuatu                         |         | |          |            | |
| Venezuela                       |         | |          |            | |
| Vietname                        |         | |          |            | |
| Zâmbia                          |         | |          |            | |
| Zimbabwe                        |         | |          |            | |